# Schloss Wackerbarth
Schloss Wackerbarth, ursprünglich Wackerbarths Ruh’, ist ein von Weinbergen umgebenes Barockschloss im Radebeuler Stadtteil Niederlößnitz an der Straße nach Meißen, das als Sitz des Sächsischen Staatsweingutes dient. Das Weingut gehört zur Einzellage Radebeuler Johannisberg innerhalb der Großlage Lößnitz und liegt im Denkmalschutzgebiet Historische Weinberglandschaft Radebeul. Das historische Areal des Schlosses bildet einen Ausläufer des oberhalb davon gelegenen Landschaftsschutzgebiets Lößnitz.

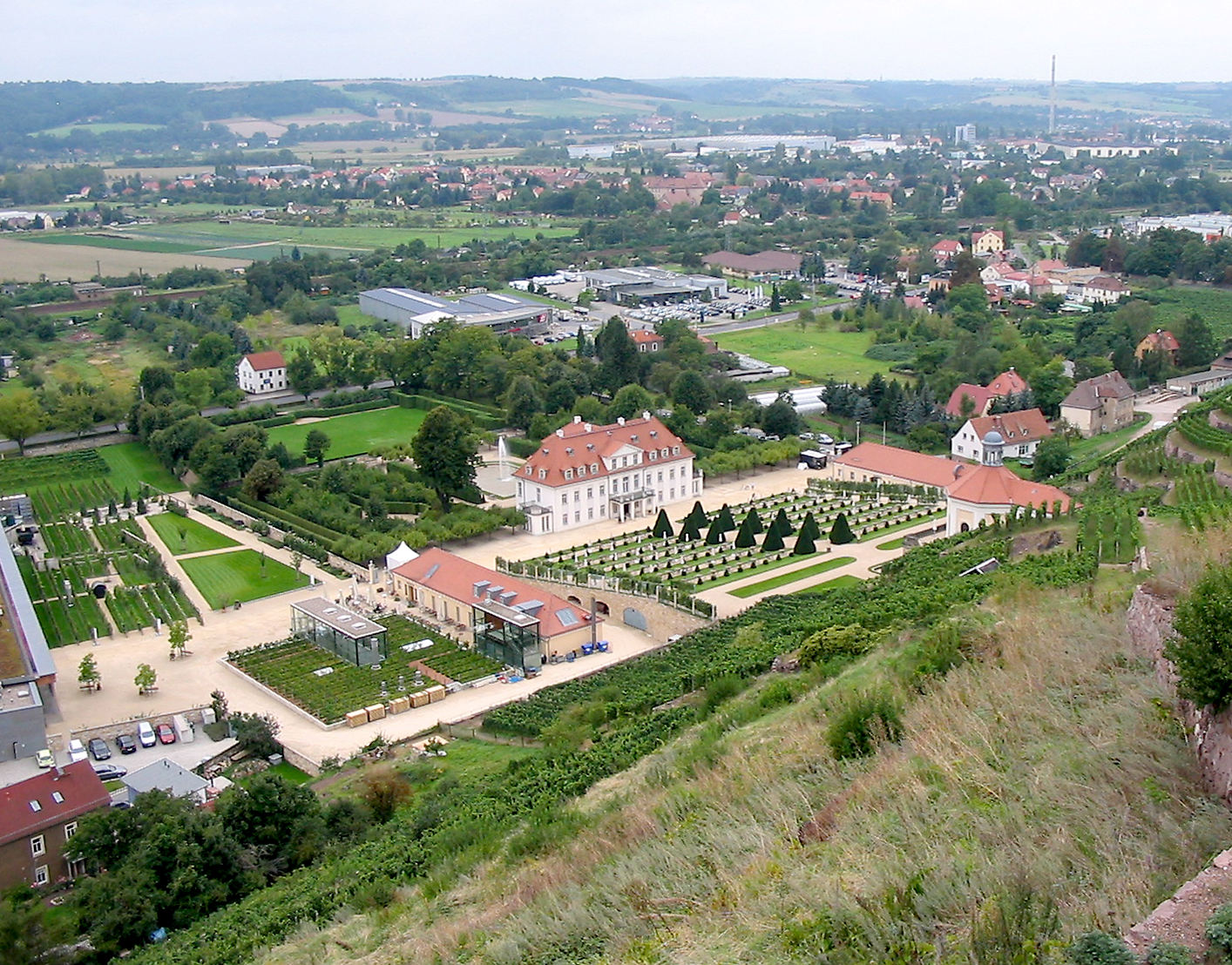
Blick vom Jacobstein: Schloss Wackerbarth mit Belvedere (rechts Mitte), Nebenanlagen und barocker Gartenanlage

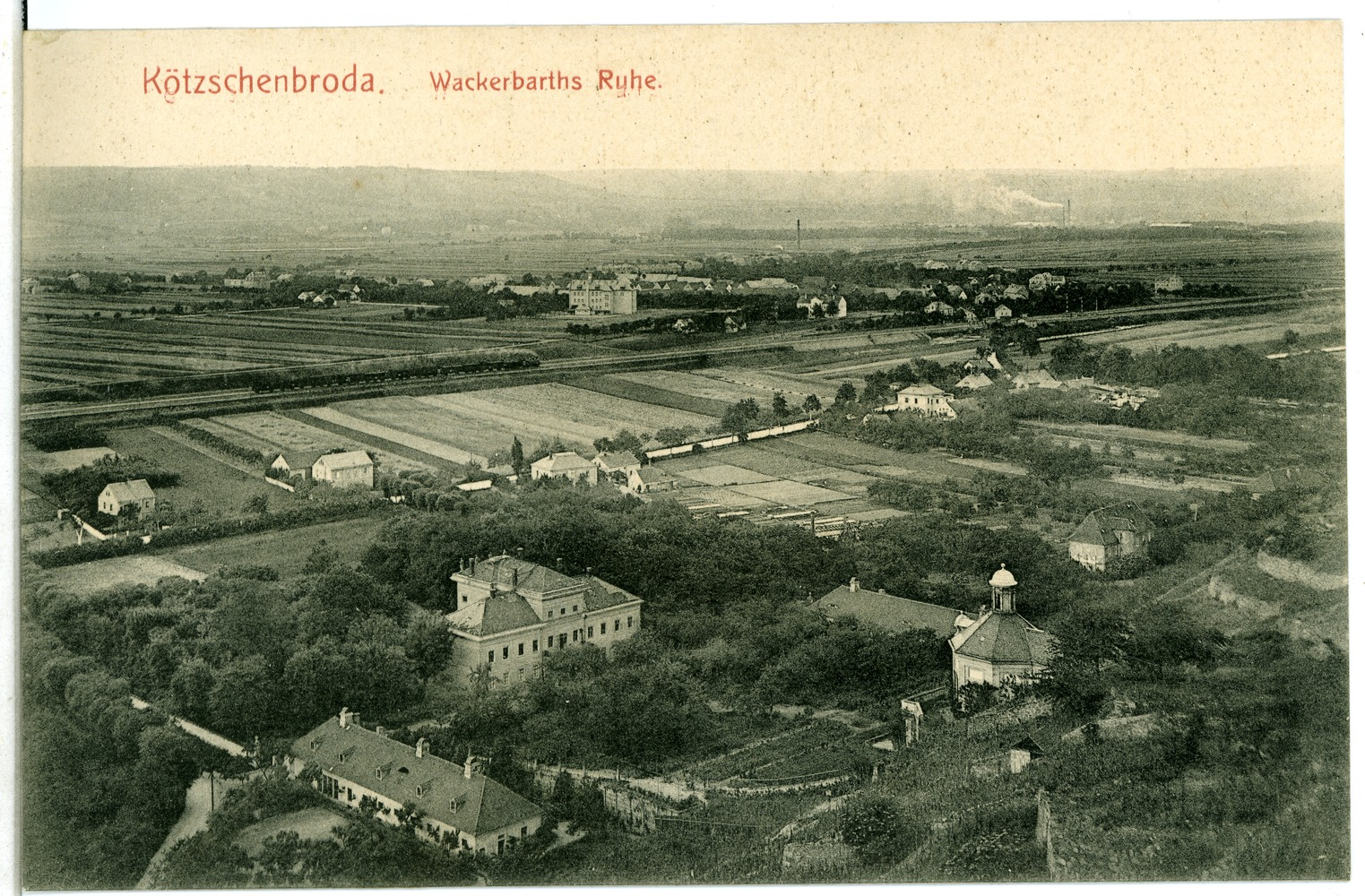
Schloss Wackerbarth (1906), die barocke Gartenanlage ist verbuscht

Seit der Anlage als Alterslandsitz des Generalfeldmarschalls und Reichsgrafen August Christoph von Wackerbarth und bis zur Gründung von Niederlößnitz im Jahr 1839 war das Anwesen ein dem Amt Dresden direkt unterstehendes Herrengut auf der Naundorfer Weinbergsflur.
Das Sächsische Staatsweingut Schloss Wackerbarth, bestehend aus der historischen Anlage und dem modernen Neubau der Wein- und Sekt-Manufaktur, steht dem Publikum zur Besichtigung offen. Die hauseigenen Produkte werden verkostet und verkauft, die zugehörige gläserne Produktion kann besichtigt werden. Auf den Freiflächen rund um die Gebäude sind auch Beispielweinstöcke der angebauten Rebsorten in ihrem jahreszeitlichen Wachstum zu besichtigen. Das gutseigene Restaurant ist in dem östlichen, denkmalgeschützten Wirtschaftsgebäude untergebracht. Das höhergelegene Belvedere dient auch als Ort für Trauungen. Schloss Wackerbarth als sächsisches Kulturerbe ist ein Mitglied im Marketingverbund Schlösserland Sachsen, die GmbH eine Tochtergesellschaft der Sächsischen Aufbaubank.

## Geschichte

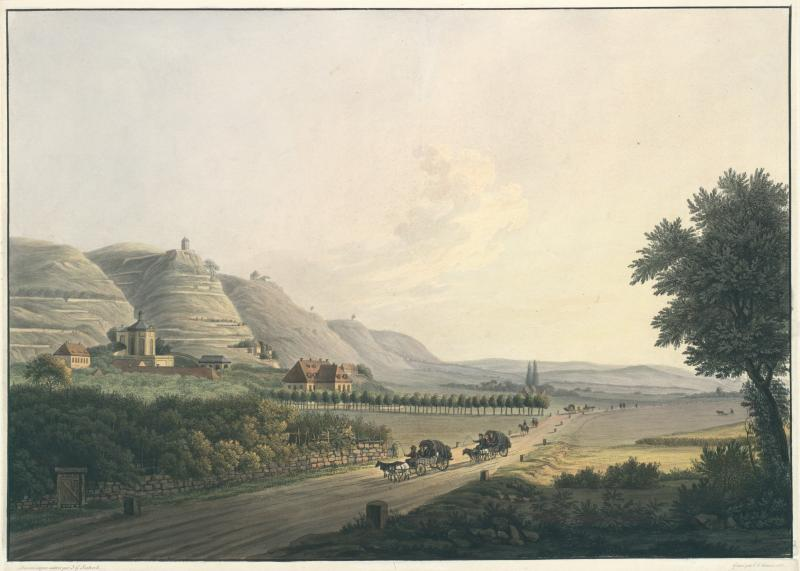
Christian Gottlob Hammer: Vue de Wackerbarthsruhe aux environs de Dresde, prise sur la grande Route de Leipzig, 1805

### Barocker Adels- und Landsitz
Nach ersten Grundstückskäufen 1710 erwarb Reichsgraf August Christoph von Wackerbarth, Generalfeldmarschall und Kabinettsminister Augusts des Starken, 1727 die auf Naundorfer Gebiet liegenden Bischofsberge sowie einige Grünflächen unterhalb dieser Weinbergsflächen. Seit jener Zeit unterstand das Anwesen direkt dem Amt Dresden, bis es 1839 Teil der neugebildeten Landgemeinde Niederlößnitz wurde.
Am Fuß der Weinberge ließ er sich in den Jahren 1727 bis 1730 durch den Landbaumeister Johann Christoph Knöffel seinen geplanten Alterssitz Wackerbarths Ruh’ erbauen. Dies geschah zeitgleich mit zwei weiteren Häusern Wackerbarths, dem Kurländer Palais in Dresden und dem Palais in Zabeltitz, beide ebenfalls von Knöffel, den Wackerbarth als jungen Maurermeister entdeckt und ins Dresdner Oberbauamt geholt hatte, wo er zum Assistenten Pöppelmanns wurde. Wackerbarth leitete seit 1697 das kurfürstlich-sächsische Bauwesen, war Chef des Ingenieurkorps und als solcher seit 1706 zugleich Generalintendant der Militär- und Zivilgebäude sowie Dienstvorgesetzter des Oberbauamts. Er wirkte an allen großen Bauplänen der Epoche mit und wird als „Regisseur des Dresdner Barock“ (Fritz Löffler) bezeichnet. Die Namensgebung „Wackerbarths Ruh’“ erfolgte wohl vorsorglich, da Wackerbarth sein erstes privates Bauprojekt, das ab 1719 erbaute Schloss und den Barockgarten Großsedlitz, 1723 an August den Starken hatte verkaufen müssen. Der im Jahr 1730 zum Generalfeldmarschall und sächsischen Armeechef ernannte Graf Wackerbarth hatte allerdings kaum Zeit und Muße, seinen Altersruhesitz zu bewohnen. Bereits im August 1734 starb er.
Nach dem Tod des „alten Wackerbarth“ erbte der „junge“, sein Stief- und Adoptivsohn Graf Joseph Anton Gabaleon von Wackerbarth-Salmour, der ebenfalls Staats- und Kabinettsminister war, das Anwesen. Dieser nutzte es als Landsitz, und da er unverheiratet und kinderlos war, bestimmte er testamentarisch, dass nach seinem Tod das Schloss Wackerbarth zugunsten von „Dresdner Witwen und Waisen“ zu versteigern sei, was 1761 auch geschah. Im Jahr 1768 starb auf dem Anwesen der Minister und Geheime Rat Carl August Graf von Rex. Eigentümer wurde 1798 der Dresdner Bankier und Freiherr Christian Friedrich von Gregory, dem auch das Haus Sorgenfrei gehörte. Seit 1799 gehört der Jacobstein zusammen mit dem Weinberg Fliegenwedel zum Ensemble von Schloss Wackerbarth, mit dem er heute als denkmalpflegerische Sachgesamtheit unter Denkmalschutz steht.
Ein Urgroßneffe des Erbauers, der Historiker und Kunstsammler „Raugraf“ August Josef Ludwig von Wackerbarth, erwarb das Anwesen 1808 oder 1809 und verlor es 1816 durch Konkurs zunächst wieder.

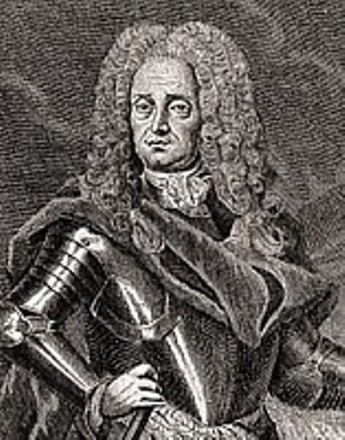
Bauherr, Namensgeber: Generalfeldmarschall Graf August Christoph von Wackerbarth (1662–1734)
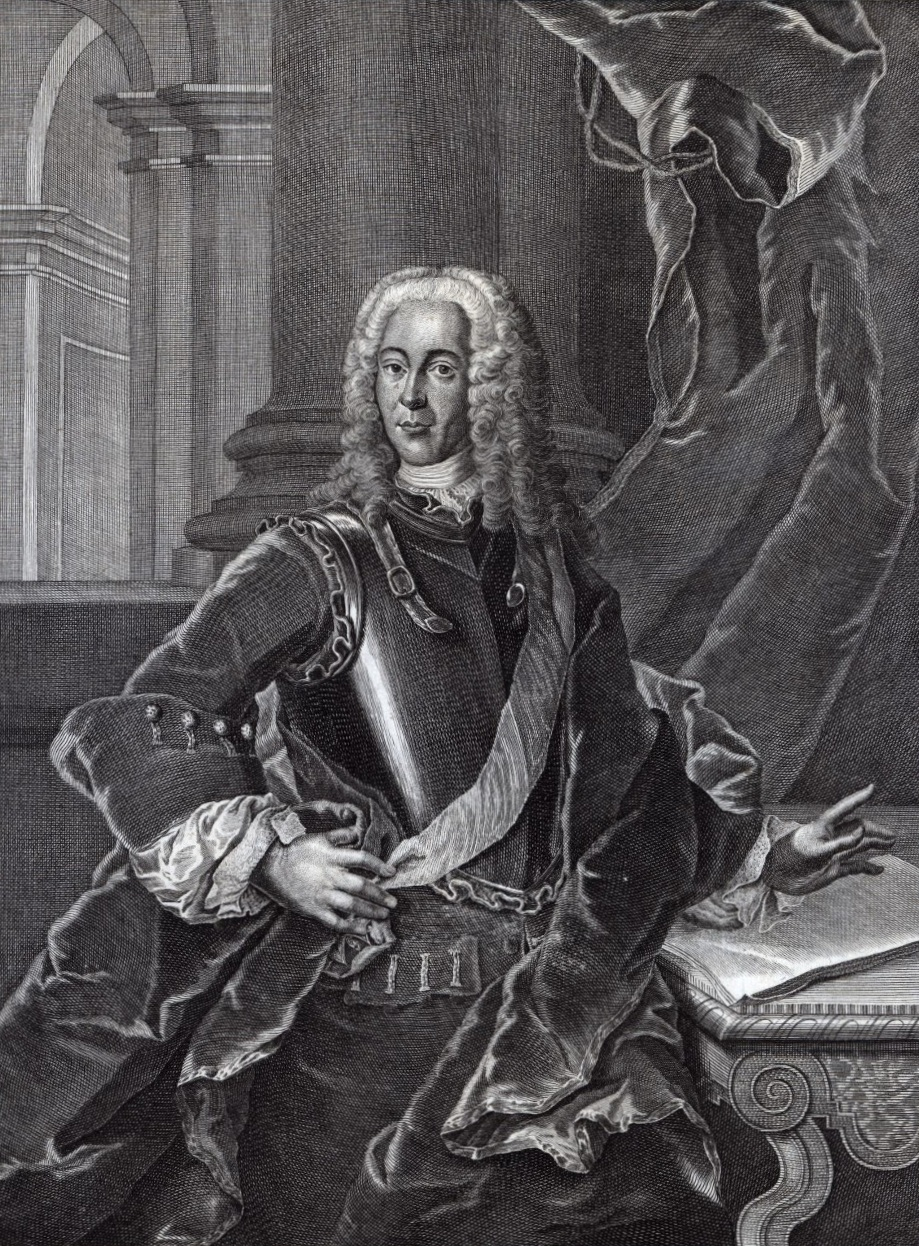
Erbe: Kabinettsminister Graf Joseph Anton Gabaleon von Wackerbarth-Salmour (1685–1761)
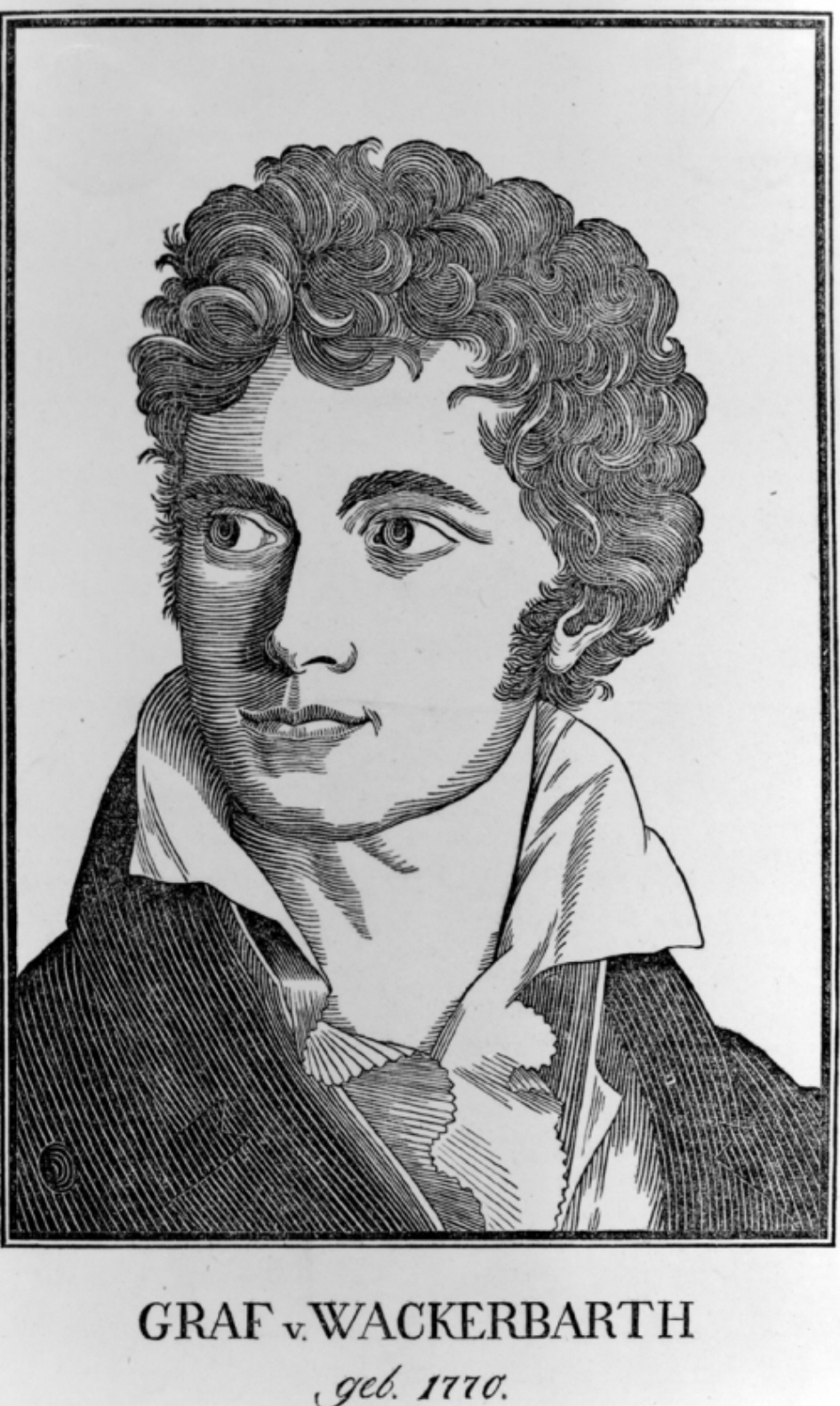
Nacherwerber: Kunstsammler und Historiker August Josef Ludwig von Wackerbarth (1770–1850)

### Schule, Heilanstalt, Ruhesitz, Wohnsitz, Staatsbesitz, Reservelazarett, Kommandantur, Poststelle

Wackerbarths Ruh’, Aussehen um 1820 mit Jacobstein: barocker Ursprung mit halbrunden, statt wie heute, flachen Pilastern und Türmchen.

Wackerbarths Ruhe, Aussehen um 1910, im Stil italienischer Renaissance (dreistöckiger Mittelbau mit Figuren, flaches Dach)

Im Jahr 1816 wurde Wackerbarths Ruh’ Sitz der von Tharandt umgesiedelten Erziehungsanstalt für Knaben unter Leitung von Carl Lang und später seinem Schwiegersohn Carl Vogel, Vater der Schriftstellerin Elise Polko und des Afrikaforschers Eduard Vogel. Von 1819 bis 1823 unterrichtete der in die Lößnitz gezogene, vormalige herzoglich-braunschweigische Edukationsrat Johann Peter Hundeiker an Langs Knabenschule. Renommierte Schüler jener Zeit waren beispielsweise die Brüder Hermann und Heinrich Brockhaus.
Nach Langs Tod im Mai 1822 kaufte der Vorbesitzer August Josef Ludwig von Wackerbarth das Anwesen 1824 erneut. Ab 1835 nutzte Friedrich Gustav Bräunlich (1800–1875) die Baulichkeiten als Heilanstalt für Geisteskranke, die 1845 von ihm nach Neucoswig in den Lindenhof verlegt wurde. Der Raugraf Wackerbarth musste es, nachdem das Anwesen um 1840 seine größte Ausdehnung erreicht hatte, 1846 wegen wirtschaftlicher Schwierigkeiten wieder versteigern lassen.
Am 1. April 1846 ging Wackerbarths Ruh in den Besitz von Gustav Leopold Zembsch über, ohne jedoch die Weinberge Eckberge und Fliegenwedel. In der Folgezeit nutzte ein Dr. Matthiae bis 1864 die Räumlichkeiten wieder als Anstalt. Das Hauptgebäude wurde 1853 teilweise umgestaltet. Der Maler Otto Wagner starb dort in der Anstalt 1861.
Der Sächsische Altertumsverein berichtete 1853 in seinem ersten Heft der Mittheilungen von einer Abhandlung zu einem „Alten Stein mit Inschrift (1512) der früher bei Wackerbahrtsruhe stand, von Sr. Excellenz Herrn Conferenzminister Nostitz und Jänckendorf [mitgeteilt]“. Die Datierung auf 1512 zusammen mit einer dortigen Weinbergsbezeichnung Bischofsberg schlägt eine Verbindung zu den im 16. Jahrhundert in der Nachbarschaft gelegenen bischöflichen Weinbergsbesitzungen Hohenhaus und Bischofspresse.
Friedrich Wilhelm Weinert erwarb durch Zwangsversteigerung 1869 den Besitz von Zembsch. Ihm folgte 1872 der sächsische und preußische Staatsmann Albert von Carlowitz, der dann auf Wackerbarths Ruh lebte, wo er 1874 starb.
Carlowitz' Erben verkauften 1875 an Caroline von Tümpling; in der Folge wird der preußische Generalmajor von Tümpling als Besitzer erwähnt. Dann folgt Freiherr und Rittmeister Adolf von Tümpling (1842–1920), dem das Anwesen bis 1882 gehörte. Er ließ 1875 das Schlossgebäude durch den Leipziger Baumeister Friedrich Louis Winkler im Stil der italienischen Renaissance umgestalten.
Im Jahr 1882 erwarb der Historiker und Hofrat Johann Georg Theodor Grässe das Anwesen, der dort drei Jahre nach Beginn seines Ruhestands 1885 verstarb. Danach besaßen Grässes Erben das Schloss, erst die Witwe und dann ein Sohn, der griechische Konsul Hans Björn Grässe. Mitte 1902 kam es zu einer Zwangsversteigerung (Subhastation). Die folgenden Eigentümer waren Ludwig Friedrich Matthis, Alexander Schuster und danach die Sparkasse von Oederan.
In den Jahren 1916 bis 1923 gab es einen weiteren Umbau des Schlosses durch Georg Heinsius von Mayenburg, der für den  Besitzer einer Coswiger Lackfabrik, das Gebäude in Anlehnung an die Pläne Knöffels rebarockisierte. Als dieser 1926 seine Hypotheken dafür nicht mehr bedienen konnte, kam der Besitz in Zwangsverwaltung. Das Dresdner Bankhaus Gebrüder Arnhold übernahm das Anwesen. Im Jahr 1931 ging Wackerbarths Ruh’ an die Sächsische Staatsbank, zwei Jahre später an die Dresdner Bank.
Im Jahr 1937 wurde das Schloss Reichsführerschule des Reichsarbeitsdiensts und ab 1940 Reservelazarett.
Am 8. Mai 1945 fand im Schloss eine Konferenz zur Ernährungslage der Bevölkerung zwischen sowjetischen Offizieren und einer deutschen Abordnung, bestehend unter anderem aus Hermann Matern, Rudolf Friedrichs und Kurt Fischer, statt, auf die auf einer Gedenktafel an der Schlosseinfriedung hingewiesen wird. Nachdem sich der Oberbefehlshaber der 1. Ukrainischen Front, Marschall der Sowjetunion Iwan Stepanowitsch Konew, dort kurzzeitig einquartiert hatte, zog bis 1950 eine Poststelle der sowjetischen Armee ein.
Im Jahr 1950 ging das Anwesen in volkseigenen Besitz über und wurde der „Volksbildung“ übergeben, die es zu einer Schule mit Internat für einen Teil der griechischen Markos-Kinder machte; auch das Heimkombinat Korea für nordkoreanische Kinder und Jugendliche war dort sowie im Mohrenhaus und zwei weiteren Stätten untergebracht.

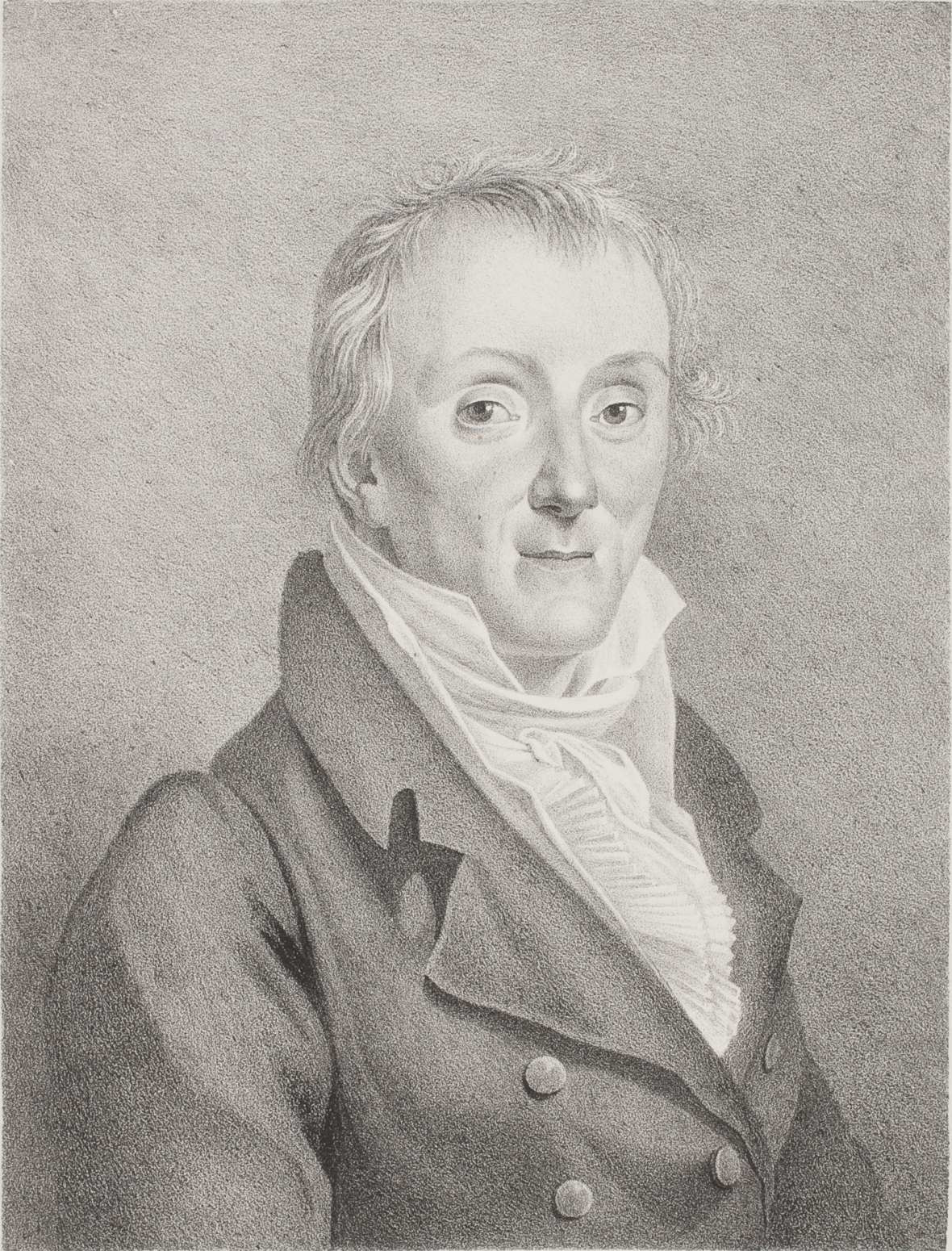
Schuldirektor: Carl Lang
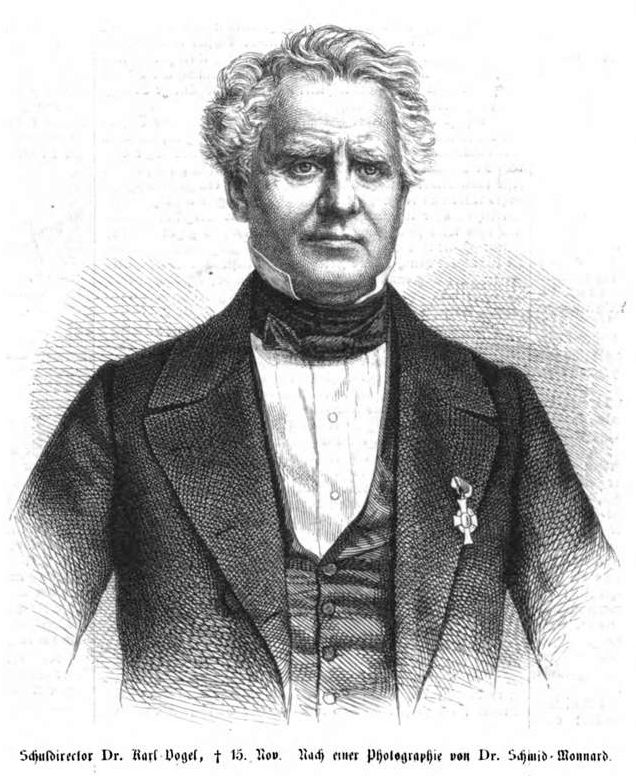
Lehrer und Vater: Johann Karl Christoph Vogel
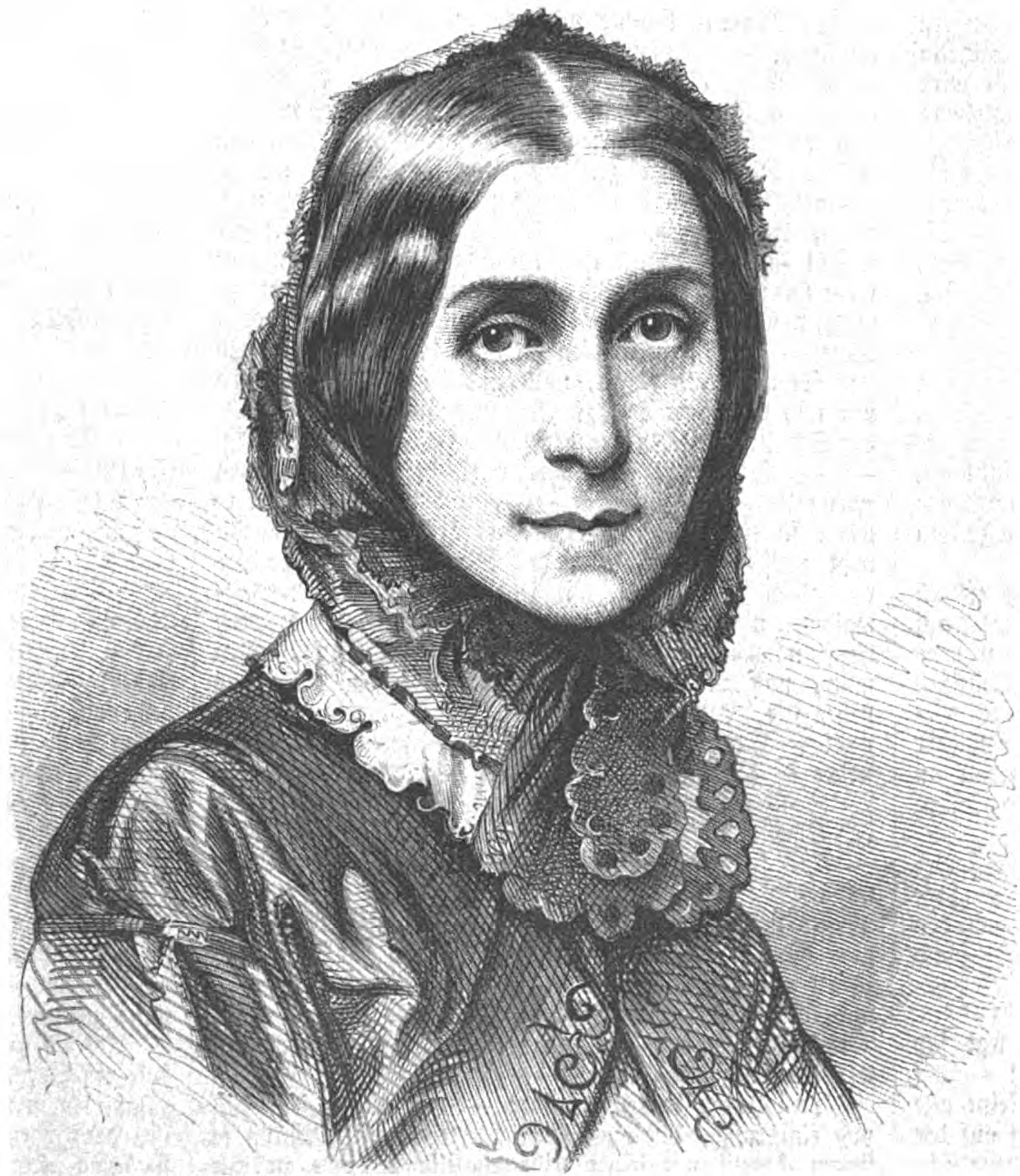
Dort geborene Tochter von Vogel: Elise Polko, 1870
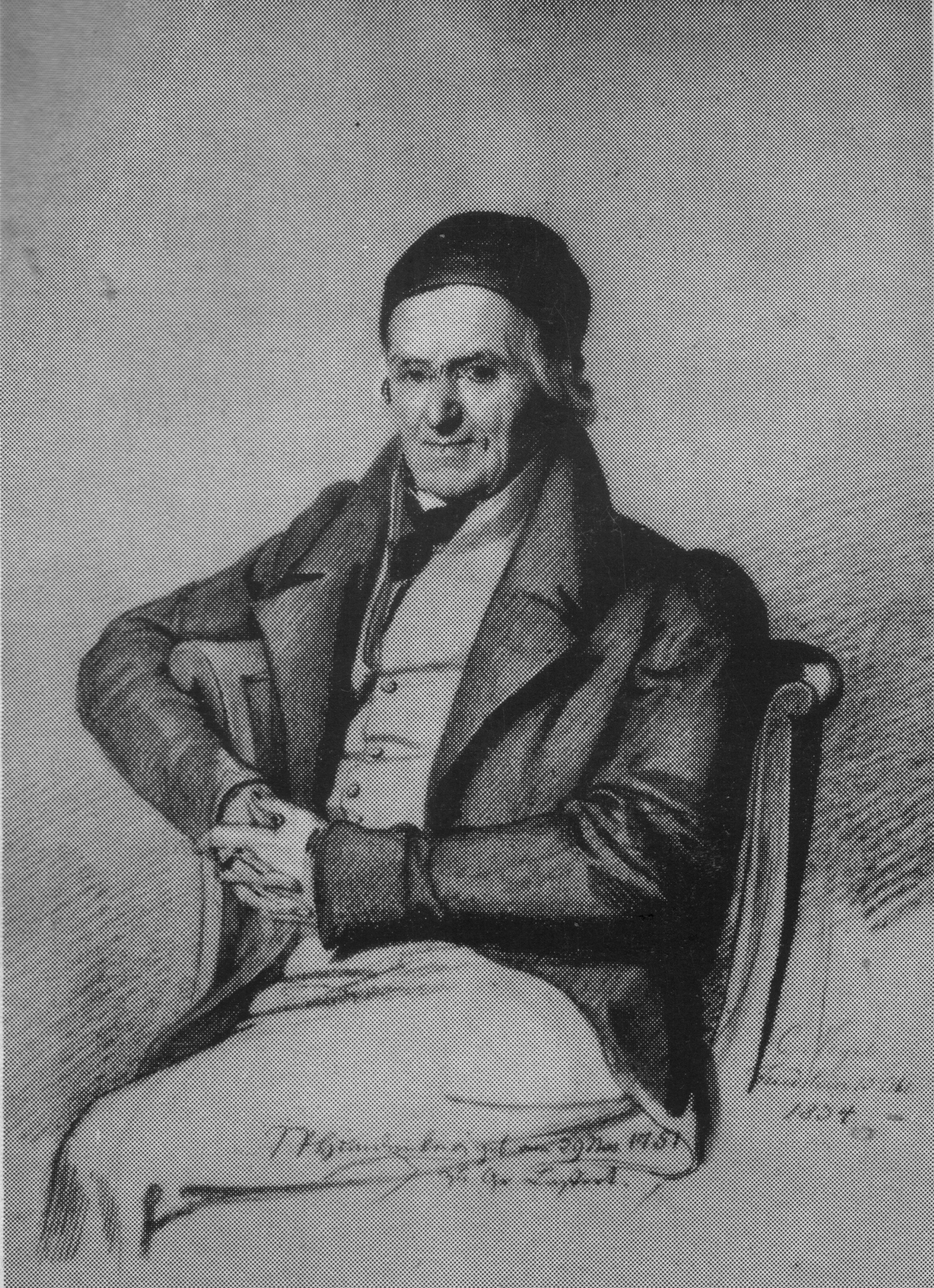
Lehrer: Johann Peter Hundeiker, gemalt von Karl Vogel von Vogelstein, 1834
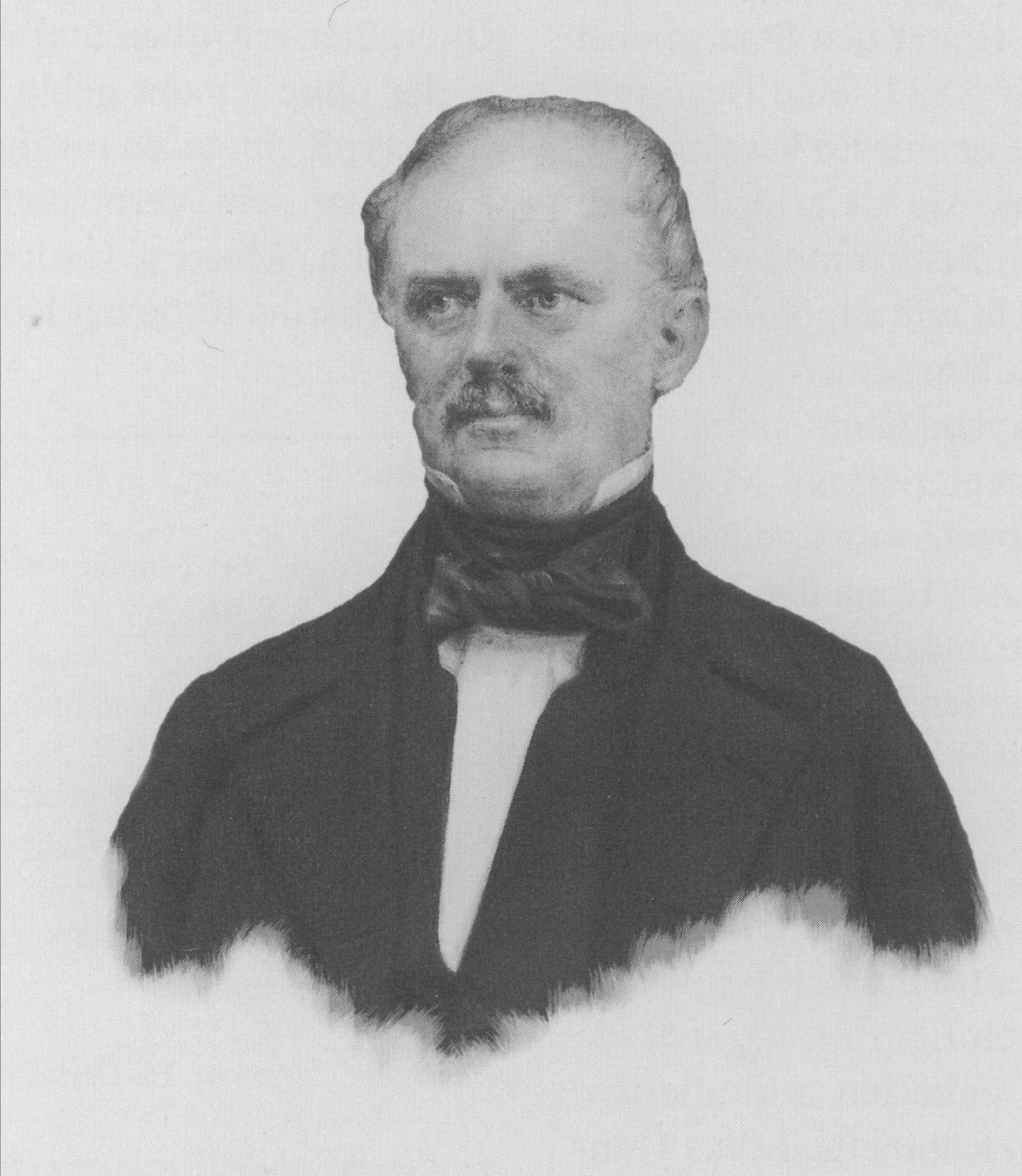
Ruheständler: Albert von Carlowitz

### Weingutsanwesen

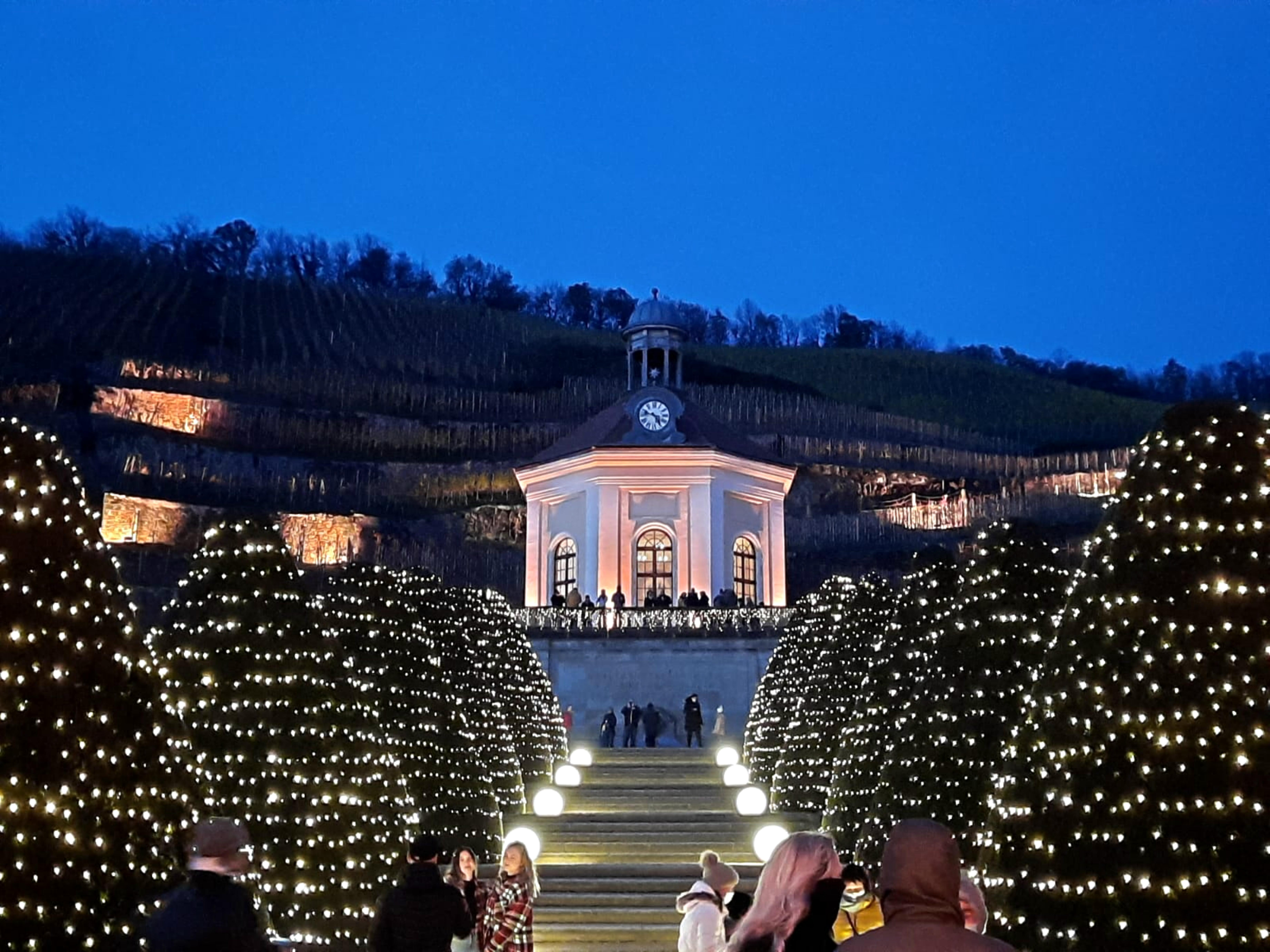
Gartenanlage vor Belvedere, geschmückt für ein Lichterfest des „Erlebnisweinguts“

Das 1952 entstandene Volkseigene Gut Weinbau „Lößnitz“ machte aus dem Anwesen wieder ein Weingut. In den Jahren 1974 bis 1977 wurden Schlossgebäude und Teile der Gartenanlage renoviert.
Im Juli 1990 wurde das VEG Weinbau Radebeul zur Weinbau Radebeul GmbH umfirmiert, die 1992 in den Besitz des Freistaats Sachsen kam, womit sie wieder zum sächsischen Staatsweingut wurde. Im gleichen Jahr fand dort der erste Sommernachtsball statt, zu dem die Gastgeber, das Sächsische Staatsweingut und die Landesbühnen Sachsen, als Ehrengäste Rüdiger Freiherr von Wackerbarth und seine Frau Adelheid eingeladen hatten.

## Weingut
Das neuzeitliche Weingut geht auf das 1928 in Radebeul gegründete Staatsweingut zurück. An das entstandene Staatsweingut Radebeul-Lößnitz wurde nach dem Zweiten Weltkrieg die Winzerschule des Staatsweinguts in Oberlößnitz angegliedert.

### Volksweingut Lößnitz, Weinbau Radebeul
Das Stadtweingut Radebeul in der Hoflößnitz und das Staatsweingut des Landes Sachsen gingen beide am 1. Oktober 1949 in die Rechtsträgerschaft der Zentralen Vereinigung Volkseigener Güter (ZVVG) Südost über. Diese unterstand dem Ministerium für Land- und Forstwirtschaft des Landes Sachsen. Hinzu kamen die Stadtweingüter von Dresden und Meißen sowie einige enteignete Betriebe von Privatwinzern. Aus der Vereinigung beider Weingüter entstand das Volkseigene Gut Weinbau „Lößnitz“. Als Sitz des Volksweinguts wurde das Weingut Paulsberg im Stadtteil Zitzschewig bestimmt, das seit 1940 der Staatsgüterverwaltung der sächsischen Landesregierung gehörte. Neben dem Weinbau „Lößnitz“ blieb in der Region nur noch die Winzergenossenschaft in Meißen als Erzeugerbetrieb bestehen.
Das Volksweingut bewirtschaftete 1952 an landwirtschaftlicher Nutzfläche 39,1 Hektar, von denen 23,4 Hektar Weinbergsflächen waren. Ebenfalls im Jahr 1952 wurde unter der Marke Sachsengold der erste Sekt mittels Flaschengärung hergestellt.
Im Jahr 1954 wurde daraus das VEG(B) Volksweingut, das der Abteilung Volkseigene Güter des Rats des Bezirkes Dresden unterstand. Ab 1963 gehörte es dann als VEG(Z) Weinbau Radebeul zur VVB Saat- und Pflanzgut mit Sitz in Quedlinburg. Der Grund für diese Zuordnung lag in den Aufgaben des Betriebes in der Erhaltungszüchtung von Rebsorten und der Erzeugung von Rebpflanzgut.
Die Rebflächen sowie die baulichen Anlagen des 1952 enteigneten Hauses Barnewitz gehörten auch zum Volksweingut. Ab 1955 nahm das Volksweingut erste größere Neuaufrebungen vor.
Aufgrund der Planung des Rats der Stadt Radebeul vom April 1958, künftig auch Sekt im Großtank-Hochdruck-Gärverfahren herzustellen, erhielt das Volksgut das Anwesen von Wackerbarths Ruhe, auf dem von 1967 bis 1969 neben den historischen Schlossanlagen eine neue Wein- und Sektkellerei nebst einer Abfülllinie errichtet wurde. Mit der Erweiterungsplanung ging eine Umsatzplanungserhöhung von 3 auf 11 Millionen Mark einher. Die neue, teilweise vollautomatisch arbeitende Anlage sollte eine Jahresproduktion von 4,3 Millionen Flaschen Sekt ermöglichen, deren Grundweine jedoch nicht aus eigener Produktion stammten, sondern von auswärts herangeschafft wurden.
In der Folgezeit entwickelte sich das Volksweingut, auch durch Übernahme weiterer Weinberge sowie durch Flächenarrondierungen, zum mit etwa 80 Hektar größten Weinbaubetrieb des Elbtals. So gehörten 1974 sechs Betriebsteile dazu, die im Raum Radebeul 32,5 Hektar, um Meißen herum 10,5 Hektar (Meißner Stadtweingut), in Seußlitz (bei Nünchritz) 33,5 Hektar und in Cossebaude 3,5 Hektar Weinbergsflächen bewirtschafteten. Anbausorten waren insbesondere Müller-Thurgau, Riesling, Weißer Burgunder, Traminer sowie Ruländer. Nach Werte unserer Heimat sollen 1970 insgesamt 136 Hektar Rebland zum Weingut gehört haben, zu voriger Liste kommen in der Auflistung noch Flächen in Diesbar und im Spaargebirge hinzu. Die Weinbergsflächen in Diesbar-Seußlitz waren noch vor der Bodenreform zusammen mit dem dortigen Rittergut und dem Schloss als Kommunales Wirtschaftsunternehmen (KWU) der Stadt Dresden zugeeignet worden. Später gingen die Weinberge an das Volksweingut, das 1959 auf Flachlagen zwischen Heinrichsburg und Goldkuppe Aufrebungen nach dem System der Lenz-Moser-Erziehung vornahm.
In den Jahren 1974 bis 1977 renovierte das Volksweingut Schloss Wackerbarth und Teile der Gartenanlage; ab 1977 folgten umfangreiche Erhaltungsarbeiten an den durch Alterung und zweckentfremdete Nutzung heruntergekommenen Gebäuden der Hoflößnitz.
Im April 1974 übernahm das Weingut die 1972 enteignete, nahegelegene Sektkellerei Bussard, die bis 1978 noch zur handwerklichen Herstellung von Sekt in Flaschengärung genutzt wurde. 1978/1979 wurde die traditionelle Flaschengärung eingestellt und die letzten noch verbliebenen Bussard-Mitarbeiter in die Massensektproduktion auf dem Gelände des denkmalpflegerisch in der Zeit der DDR Wackerbarthsruhe genannten Objekts umgesetzt. Das dort praktizierte Tankgärverfahren für die Massenherstellung von Billigsekt hatte Priorität gegenüber der bei Bussard mit viel Handarbeit praktizierten klassischen Flaschengärung, die zwar höhere Sektqualitäten lieferte, aber kostenintensiver war. Bis 1981 erhöhte sich der Sektausstoß von 25.600 auf 36.500 Hektoliter. Die geschützten Marken waren Schlossberg (nach dem Hausberg der Hoflößnitz) und Schloß Wackerbarth, 1985 wurde dann noch die Sektmarke Graf von Wackerbarth eingeführt. Für die Sektmarke wurde auch der Name des Schlosses verkürzt, da die Ruhe wohl weniger zum perlenden Produkt passte, und so übertrug sich dieser Name allmählich aufs Gebäude selbst.

### Sächsisches Staatsweingut Schloss Wackerbarth

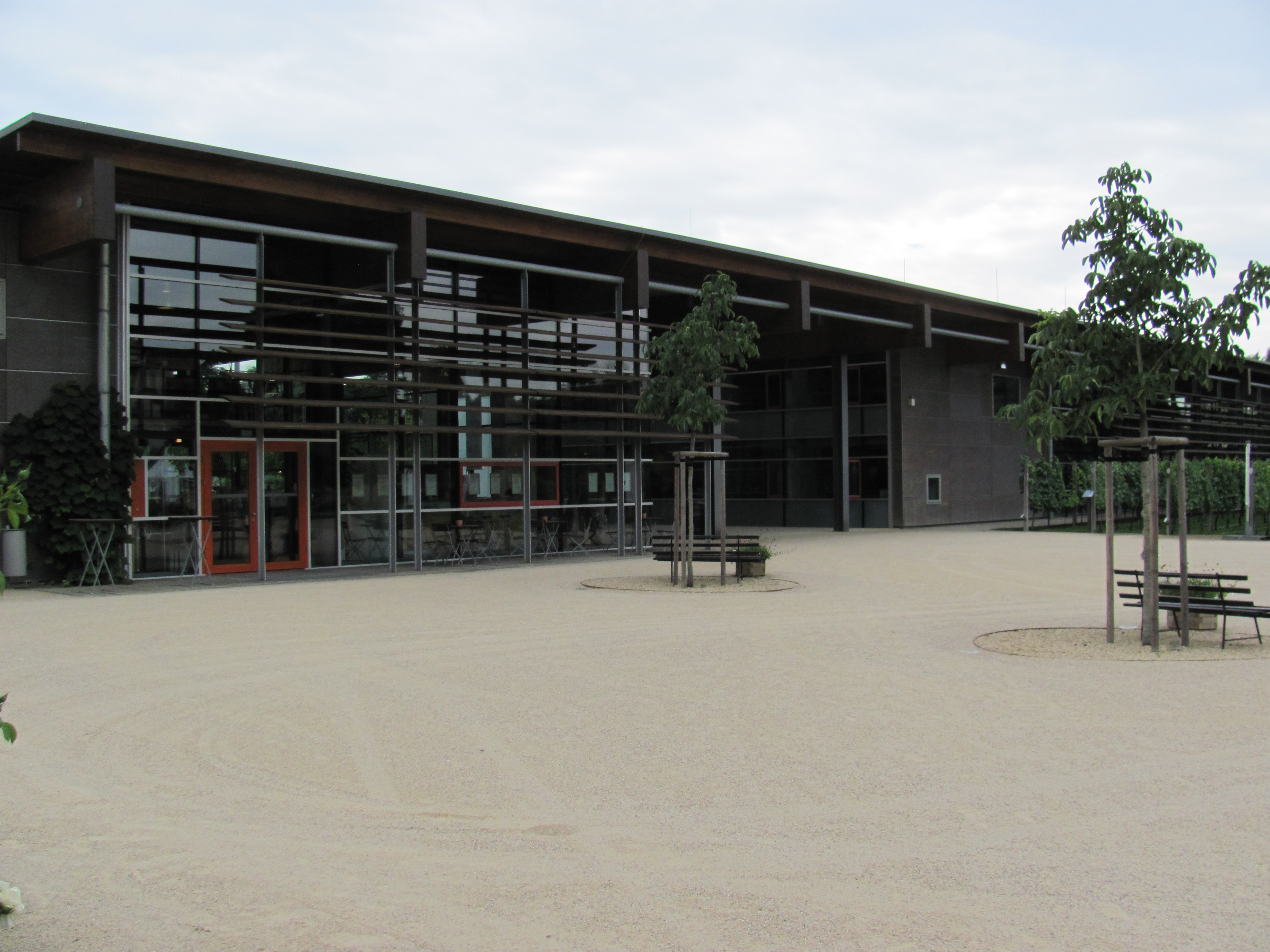
Moderne Vinothek (links) und Produktionsgebäude (rechts)

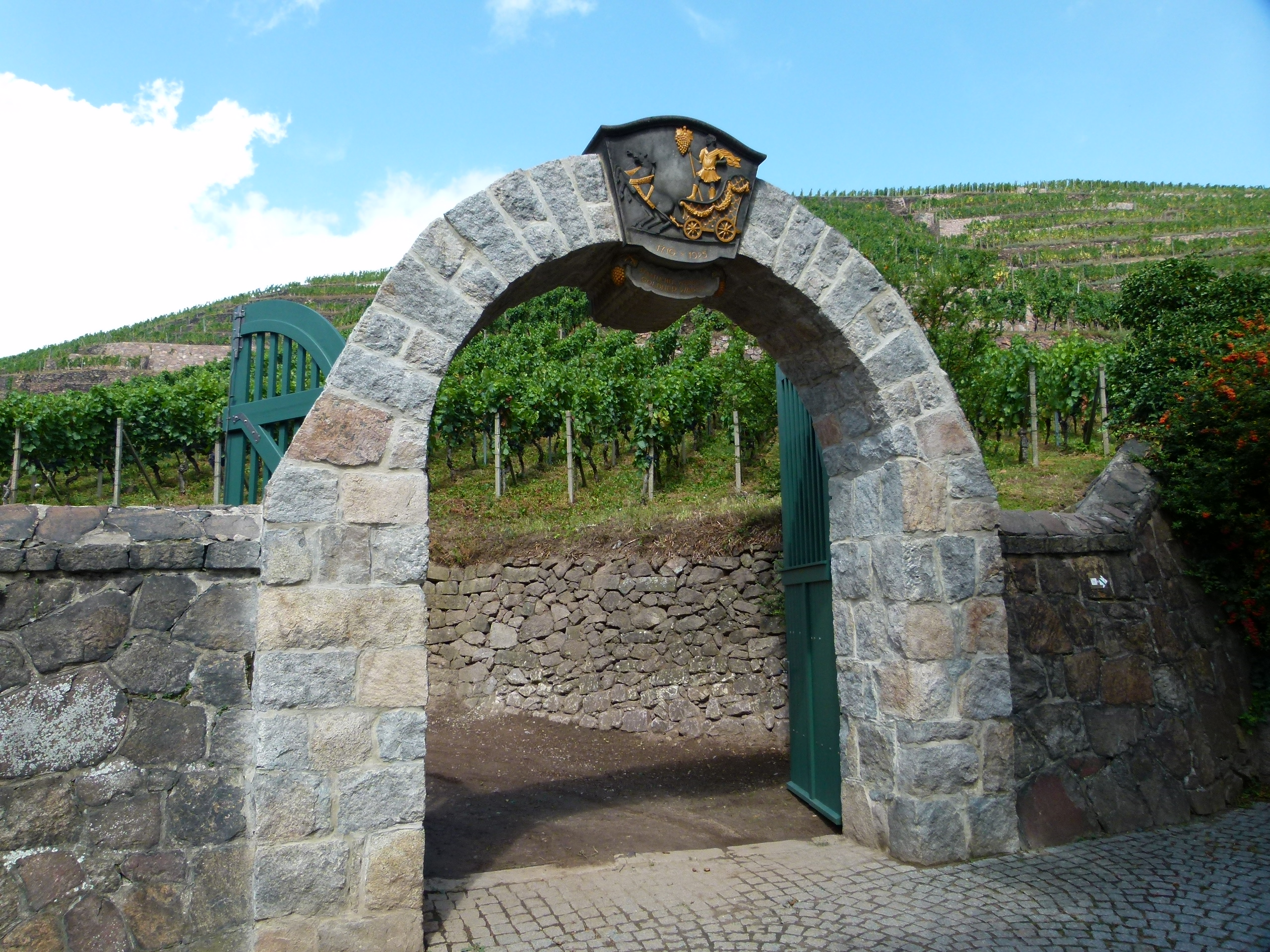
Toranlage zum Staatsweinberg Goldener Wagen

Im Juli 1990 wurde das Volkseigene Gut zur Weinbau Radebeul – Schloß Wackerbarth GmbH umgewandelt. Wackerbarth übernahm der Freistaat Sachsen im April 1992, während das in das Volksweingut eingebrachte Stadtweingut Radebeul als städtisches Weingut Hoflößnitz wieder abgetrennt wurde. Unter der Firmierung Sächsisches Staatsweingut GmbH Schloss Wackerbarth gehörte das Weingut zur Sächsischen Landesanstalt für Landwirtschaft im Dresdner Stadtteil Pillnitz.
Nach einem erfolglosen Privatisierungsversuch 1998 ging die treuhänderische Verwaltung des Unternehmens an die Sächsische Aufbaubank. Diese wandelte das Unternehmen zum September 1999 in eine GmbH im alleinigen Eigentum der Sächsischen Aufbaubank um. Ab 2000 wurde die historische Bausubstanz schrittweise aufwendig rekonstruiert, das Schloss zum „Erlebnisweingut“ ausgebaut und 2002 wiedereröffnet. Das städtebauliche Konzept sah vor, die historische Schlossanlage vom Ort der Produktion zu trennen, das Weingut insgesamt jedoch als Einheit erkennbar und begehbar zu belassen. Die früher eingezogene öffentliche Straße wurde wieder geöffnet; ihr ist ein unter dem Dach der modernen Produktionshalle angeordneter großzügiger Eingangsbereich zugeordnet. Der Neubauriegel selbst weicht bewusst aus der Symmetrie der Barockanlage; Konstruktion und verwendete Materialien zeigen Zeitgeist und Leichtigkeit.
Die Sanierung der Schlossanlage folgte einem Umbau aus den Jahren nach 1920. Im Belvedere wurden Wandmalereien der Semper-Zeit rekonstruiert. Die Rekonstruktion der Terrassenanlagen und des zur Straße gelegenen Barockgartens mit den wiederbelebten Fontänen erfolgte – wie die Ausführung aller baulichen und städtebaulichen Details überhaupt – mit einem hohen Qualitätsanspruch.
Das Schloss wird heute vermarktet als „das erste Erlebnisweingut Europas, das sich der 800-jährigen sächsischen Weinbautradition genauso verschrieben hat wie dem zeitgemäßen Genuss mit allen Sinnen“. Unter diesem Motto gibt es multimediale Führungen mit Verkostungen und zahlreiche Veranstaltungsreihen. Das Weingut ist insbesondere bekannt für feinfruchtige, mineralische Rieslinge und Weißburgunder sowie für seinen ausdrucksvollen Traminer. Die Sekte werden nach der klassischen Flaschengärung hergestellt. Nebst verschiedenen Marken wird die Tradition der Marke Bussard als zweitälteste deutsche Sektmarke (bezogen auf das Gründungsdatum der geschlossenen Sektkellerei Bussard) weitergeführt.
Die Deutsche Weinkönigin 2007/2008, Evelyn Schmidt, arbeitete bis Ende 2008 auf Schloss Wackerbarth, wo sie für die Planung und Koordinierung von Gästeführungen und Weinproben zuständig war.
Im Jahr 2022 bewirtschaftete das Staatsweingut 90 Hektar Rebflächen, die sich in den drei Radebeuler Lagen befinden; dazu gehört neben dem Radebeuler Steinrücken ("Wackerbarthberg" und Weinberg "Paradies") auch der Staatsweinberg Goldener Wagen direkt nördlich der Hoflößnitz. Weitere Weinbauflächen liegen in der Weinlage Seußlitzer Heinrichsburg (Großlage Schlossweinberg, Bereich Meißen). Die Jahresproduktion beträgt 600.000 Flaschen.
Die von 2003 bis 2022 das Unternehmen leitende Geschäftsführerin Sonja Schilg wurde 2021 mit der Sächsischen Verfassungsmedaille „für ihren Einsatz für das Kultur- und Weinland Sachsen“ ausgezeichnet. Am 1. Juli 2022 übernahm Andreas Stuhl die Geschäftsführung.

## Baukultur

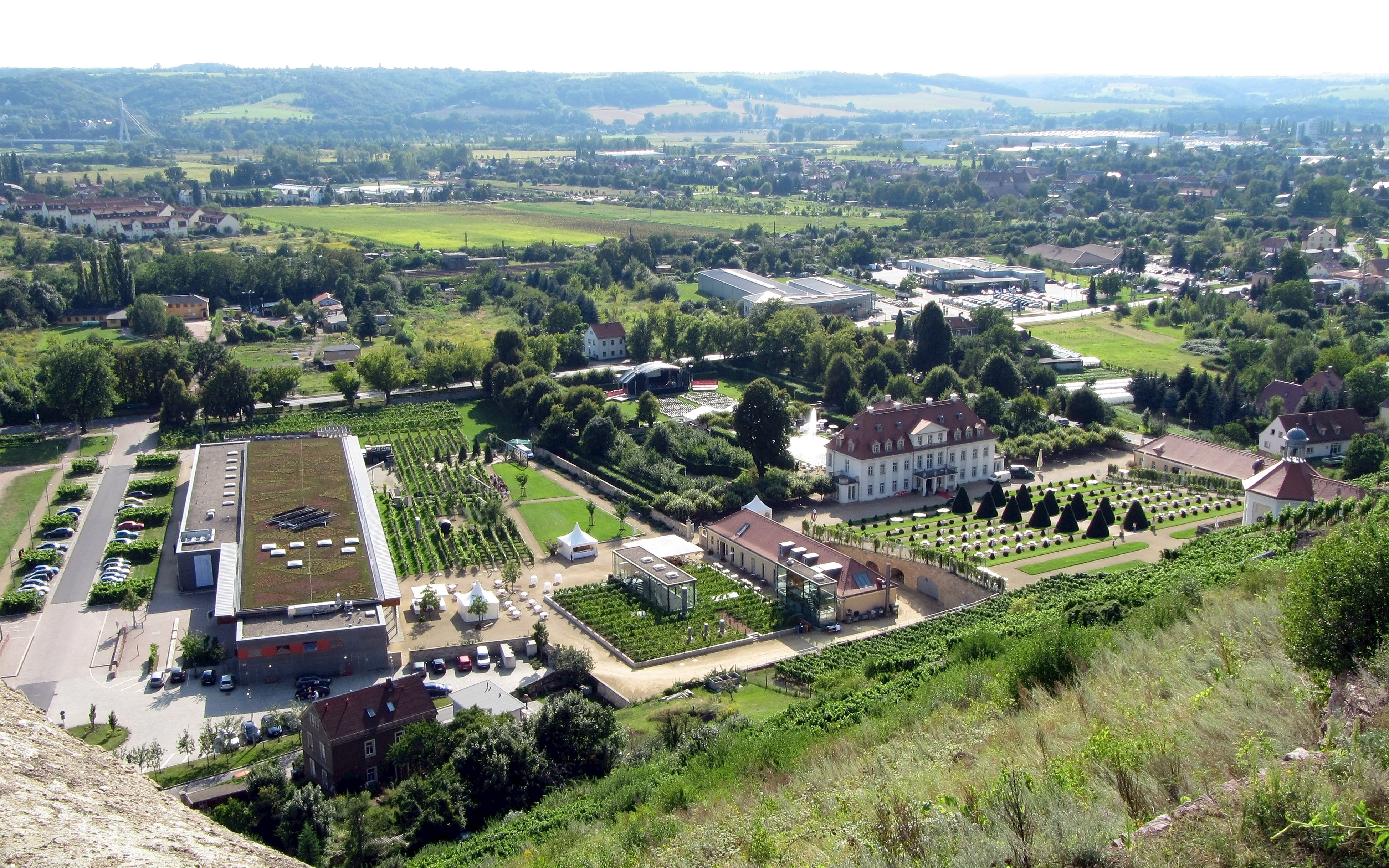
Blick vom Jacobstein: Produktionshalle (links) und Wackerbarths Ruh’ (rechts)

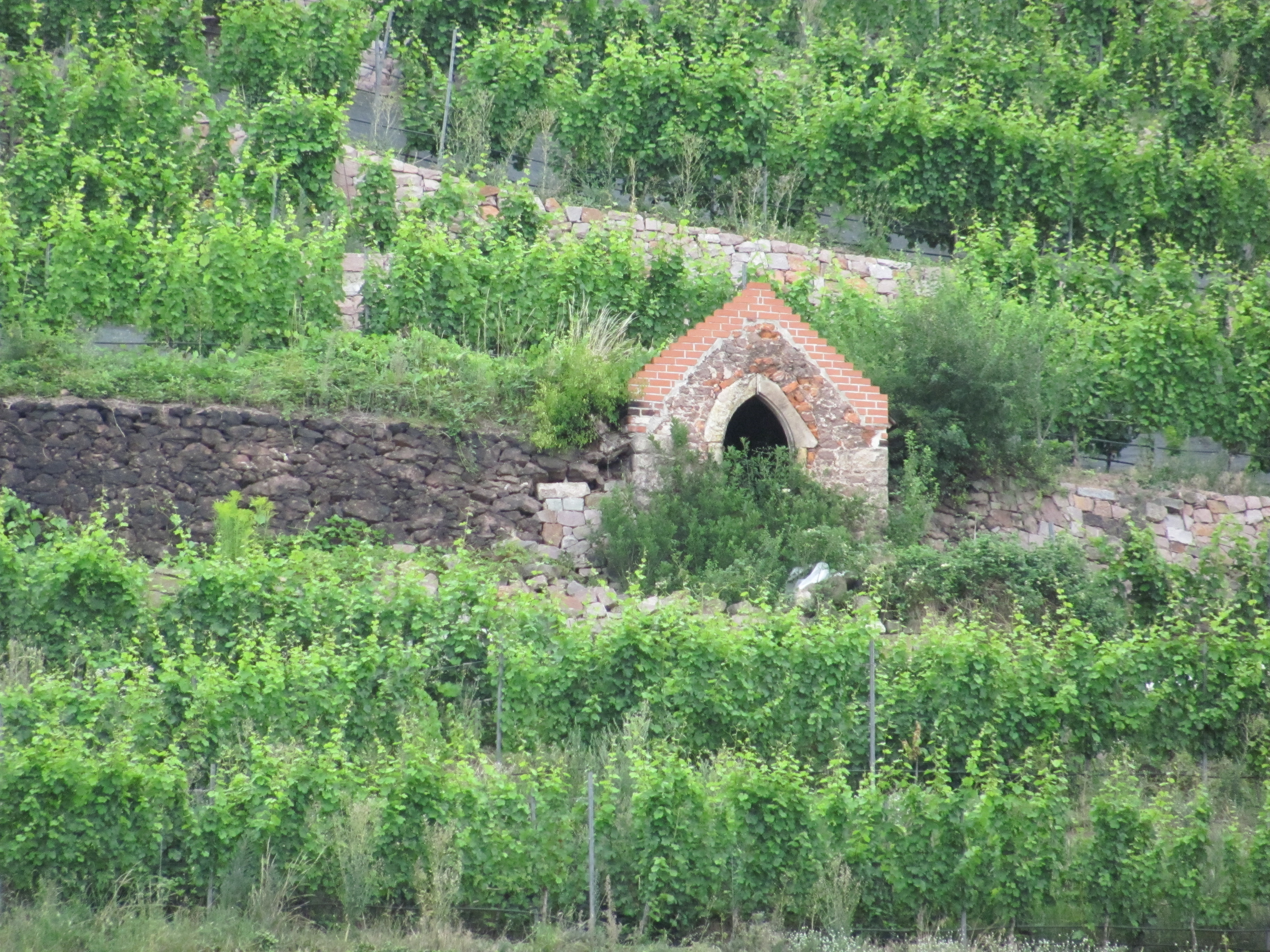
Erhalt von historischer Bausubstanz in den sanierten Weinbergen

Das Kulturdenkmal-Ensemble mit den Einzeldenkmalen Schlossgebäude, Belvedere, dem Jacobstein, Resten von Gartenplastik, der Einfriedung mit daran angebrachter Erinnerungstafel sowie den Weinbergen und ihren originalen Trockenmauern aus dem 17. bzw. 18. Jahrhundert, einschließlich des Weinbergs Fliegenwedel, steht heute als denkmalpflegerische Sachgesamtheit unter Denkmalschutz (Ensembleschutz). Die gesamte Gartenanlage und Weinbergslandschaft gilt als schützenswertes Werk der Landschafts- und Gartengestaltung.
Mit eigener Denkmalkennung sind versehen:
- Wackerbarthstraße 1: Sachgesamtheit Wackerbarths Ruhe mit Einzeldenkmal Schlossgebäude
- Wackerbarthstraße 9001-I: Belvedere zum Schloss
- Wackerbarthstraße 9001-II und -III: Wirtschaftsgebäude zum Schloss
- Wackerbarthstraße 9001-IV: Park zum Schloss
- Wackerbarthstraße 9001-V: Jacobstein

Innerhalb der Sachgesamtheit liegt unter der Adresse Mittlere Bergstraße 4 das Traiteurhaus, das ehemalige Küchengebäude von Wackerbarths Ruh’ (franz. Traiteur: für den Adel arbeitender Koch).
Bereits im Jahr 1912 erließ die Gemeinde Niederlößnitz ein Ortsdekret zum Schutz des Anwesens, um dieses gegen Parzellierungsbestrebungen (Zersiedlung) zu schützen. Grundlage war das sächsische Gesetz gegen Verunstaltung von Stadt und Land von 1909. Zu jener Zeit war das Weinbergsgrundstück Wackerbarths Ruhe bereits als Bau- und Kunstdenkmal in die sächsische Fundamentalinventarisierung von Gurlitt (1904) sowie das deutsche Kurzinventar von Dehio (1905) aufgenommen und publiziert.
Auch zur Zeit der DDR stand Wackerbarths Ruhe als Denkmal der Kulturgeschichte auf der Kreisdenkmalliste. Zu dem Eintrag unter Denkmalbereiche (Ensembles) und Straßenzüge gehörte auch damals das unter der Adresse Mittlere Bergstraße 4 benachbart liegende Traiteurhaus.
Die moderne Produktionshalle mit Vinothek wurde für ihre Architektur ausgezeichnet.

### Beschreibungen

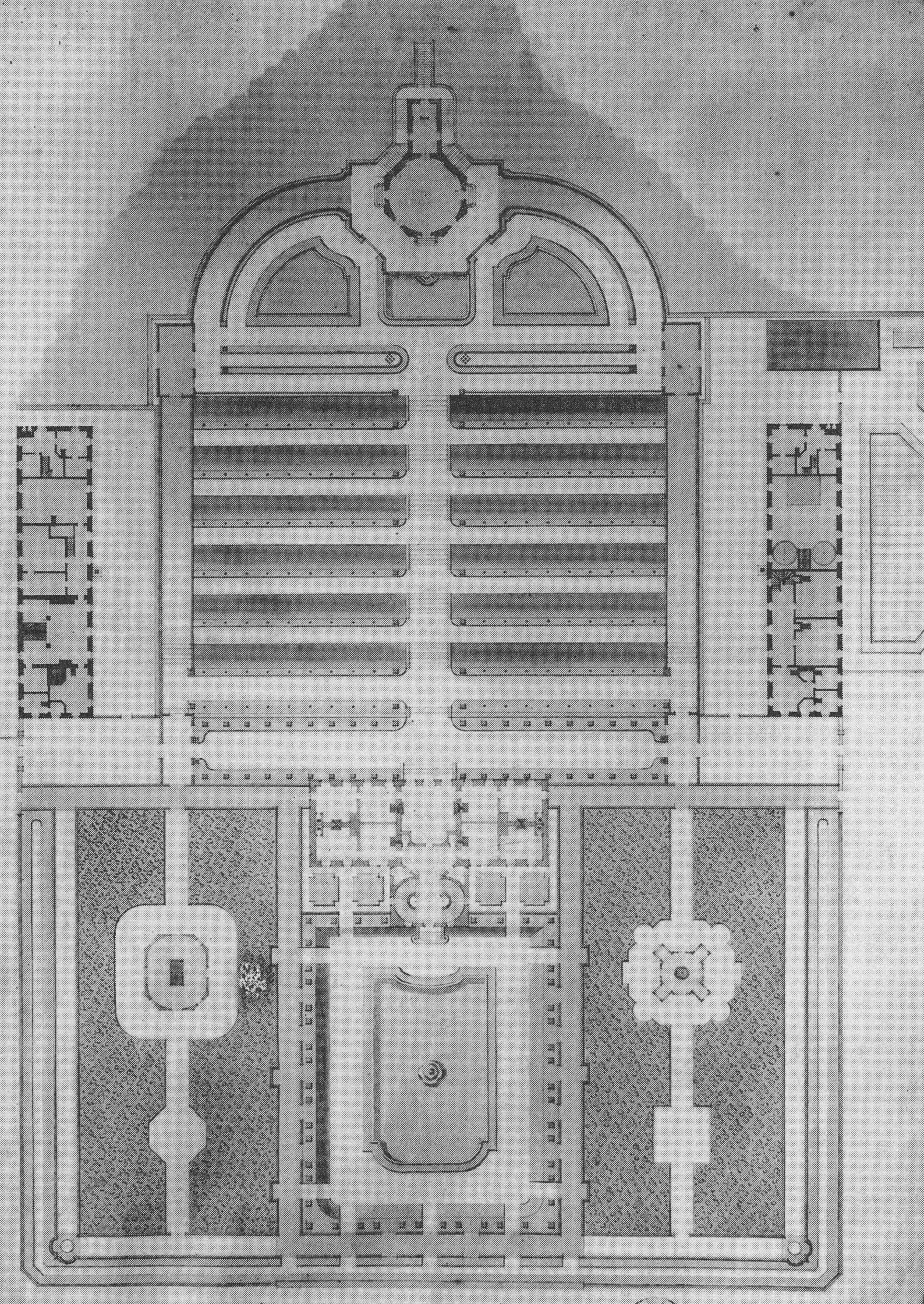
Wackerbarths Ruh’, Gartenplan von Knöffel

#### Gartenanlage
Die Grundkonzeption der barocken Gartenanlage von Landesbaumeister Johann Christoph Knöffel ist eine auf die Berge zulaufende Symmetrieachse, die an der Meißner Straße beginnt und am Beginn des Steilaufstiegs auf den Weinberg am Belvedere als Höhepunkt endet. Die durch die Einfriedung begrenzte, streng symmetrische französische Parkanlage wird von der Meißner Straße aus gedrittelt: Die beiden bergseitigen Drittel sind auf Knöffels Gartenplan dargestellt.
Das mittlere Drittel wird bergseitig durch das querstehende Schlossgebäude begrenzt, vor dem eine Querachse von der Wackerbarthstraße aus quer durch das Grundstück bis zum Tor bei der Mittleren Bergstraße verläuft. Der zur Meißner Straße hin vor dem Schloss liegende Teil wird von einem großen, mittig liegenden Wasserbecken mit einer hohen Fontäne beherrscht. Beidseits liegen Parkanlagen mit geschnittenen Hecken.
Das an der Meißner Straße liegende Drittel besteht aus einer mittigen Rasenfläche, begrenzt durch geschnittene Hecken. Insbesondere zur Mittleren Bergstraße hin stehen zahlreiche alte, hohe Laubbäume.
Das bergseitige Drittel wird beidseits durch die beiden Wirtschaftsgebäude begrenzt. Von vor dem Eingang in das Schlossgebäude führt ein ansteigender Weg mit Treppenabsätzen als Mittelachse auf das Belvedere zu. Beidseits des Wegs liegen Rasenflächen mit hohen Buchsbaumkegeln sowie auf dem Rasen mit abwechselnd kleinen Kegeln und Kugeln. Dieser Weg mündet zwischen den beiden Sandsteinskulpturen Bacchus und Venus auf der Etage, wo sich die Substruktion mit dem Belvedere sowie dem oberen Brunnen erhebt.
Im Barock wurde der Park „durch üppige Verwendung von Weinstöcken an Spalieren und Laubengängen ganz vom Weinbau bestimmt.“

#### Schlossgebäude

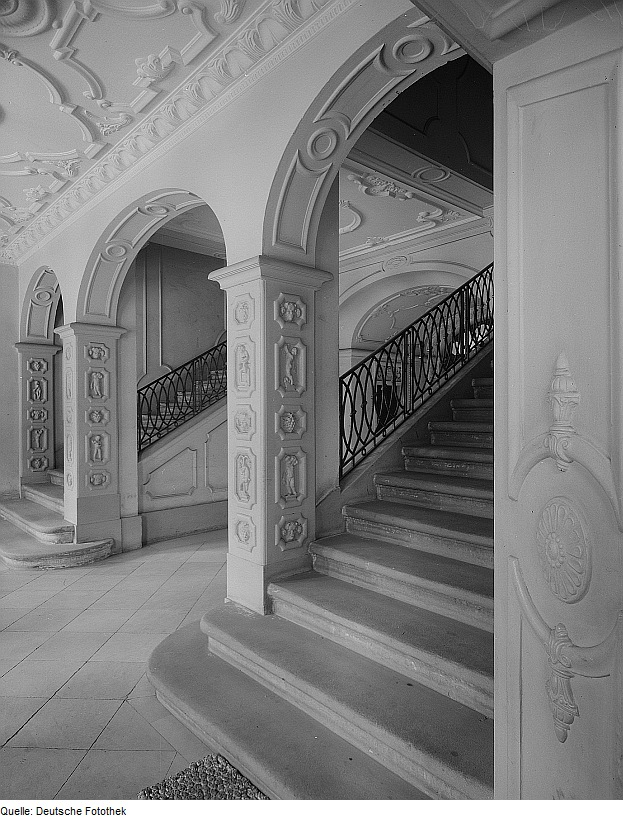
Doppelläufige Treppe im Inneren

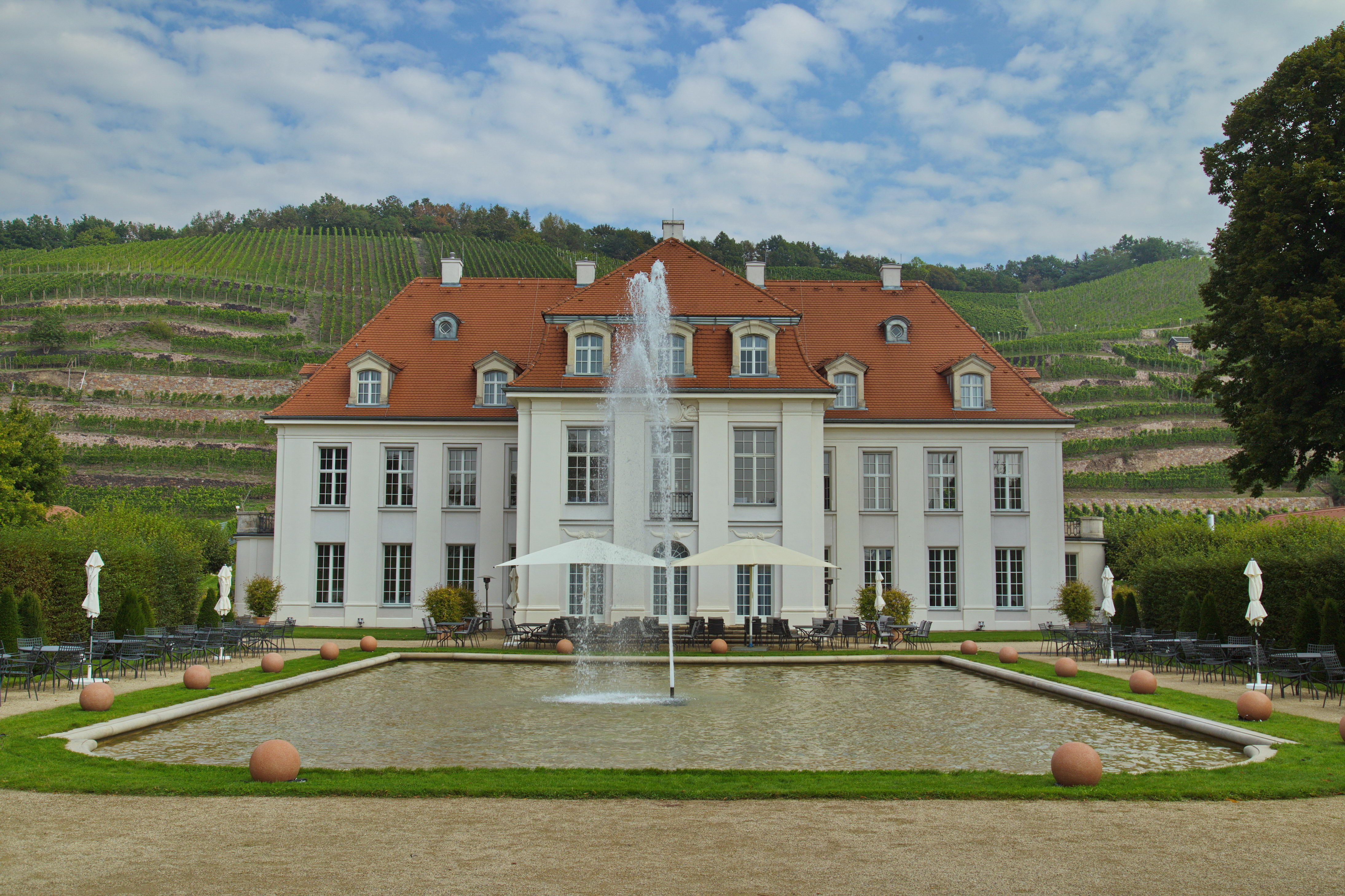
Schloss Wackerbarth, nach Rebarockisierung in den 1920er Jahren und denkmalgerechter Restaurierung in den 2000er Jahren. Der hinter der Hangkante sichtbare Wald gehört zum Himmelsbusch.

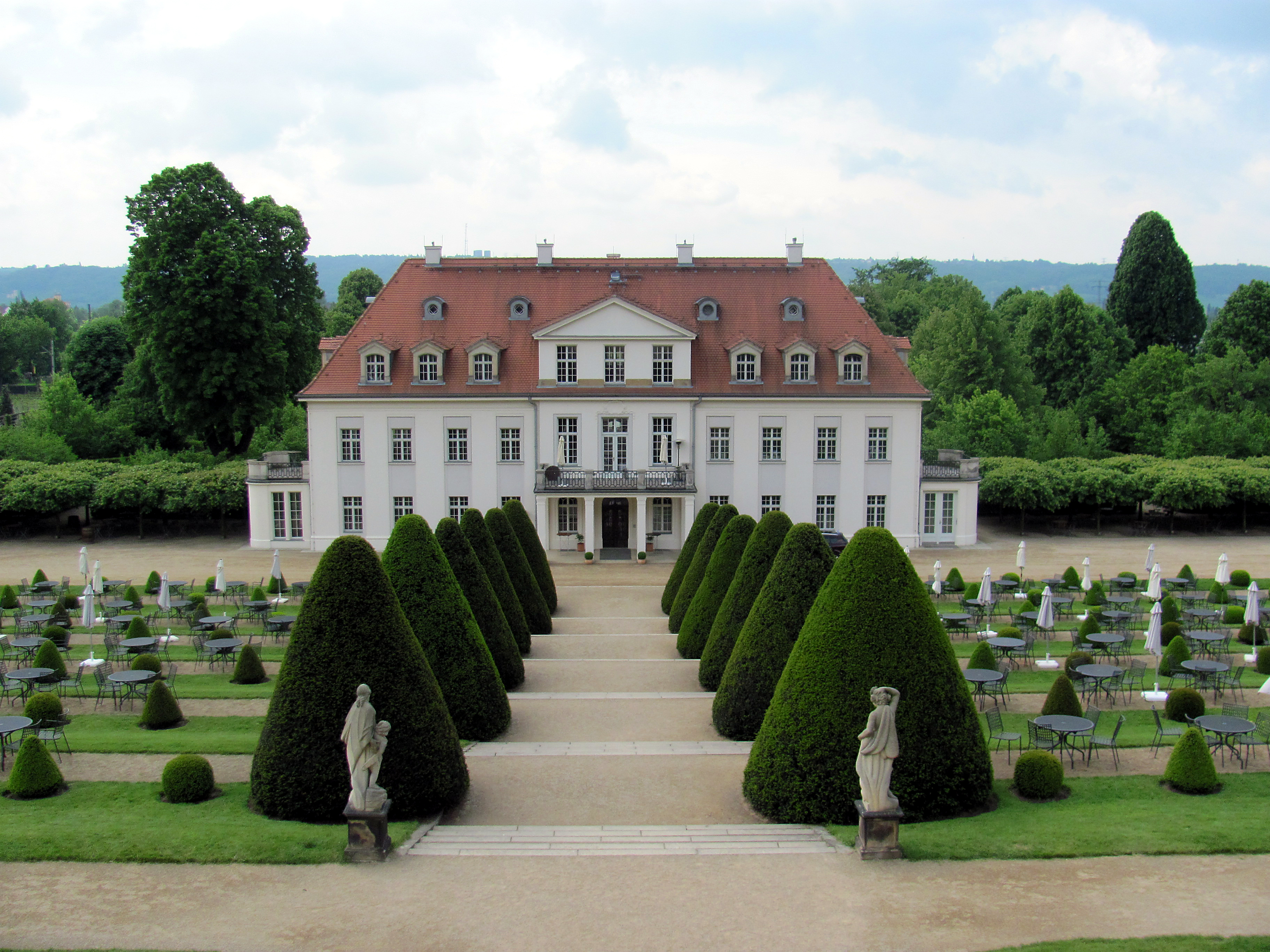
Schloss Wackerbarth, Blick auf die Bergseite

Das schlichte Schlossgebäude, auch als Herren- bzw. Gutshaus angesprochen, ist ein zweigeschossiger Putzbau von elf zu zwei Fensterachsen. Obenauf sitzt ein hohes schiefergedecktes Walmdach mit Dreiecksgauben in der unteren Reihe sowie verblechten Segmentbogengauben in der oberen Reihe. Zudem sitzen auf dem First vier verputzte Schornsteine.
In der symmetrischen Straßenansicht steht mittig ein zwei Fensterachsen tiefer dreiachsiger Saalvorbau mit Mansarddach, wegen der leicht abschüssigen Lage mit einer vierstufigen breiten Freitreppe von den als einzige rundbogigen Gartentüren zum Gartenparterre. In dieser Schmuckfassade finden sich eine Lisenengliederung, Füllhörner und ein Wappenfeld über der mittleren Obergeschosstür als nicht aus der Fassade hervortretender Französischer Balkon. Die drei Gauben dieses risalitartigen Vorbaus sind segmentbogig mit Schlusssteinen. Dieser zweigeschossige Vorbau entstand in den Jahren 1916 bis 1923 durch Rebarockisierung des dreigeschossigen Neorenaissance-Risalits von 1875. Dabei wurden insbesondere die figurengeschmückte Attika beseitigt und das Dach wieder erhöht.
Auf der Bergseite befindet sich ein nur leicht hervorragender Mittelrisalit mit einem von vier Pfeilern getragenen Altan, der die Eingangstür im Erdgeschoss schützt. Ziergitter zwischen Pfosten umrahmen den Austritt obenauf. Ein Wappenfeld bekrönt die Austrittstür aus dem Obergeschoss. In der Dachfläche setzt sich der Risalit als Zwerchhaus mit Dreiecksgiebel fort, der jedoch nicht bis zum First, sondern nur bis zur oberen Gaubenreihe reicht.
In den beiden Seitenansichten befinden sich zur Bergseite hin geschlossene Altane.
Im Inneren erschließt eine doppelläufige Treppe das Obergeschoss. Die Raumdisposition ist erhalten geblieben, innerhalb dieser wurden nur wenige Einbauten für heutige Veranstaltungen wie z. B. moderne Toilettenanlagen vorgenommen. Die ursprüngliche Innenausstattung existiert nicht mehr.

#### Wirtschaftsgebäude
Die beiden gleich ausgebildeten langgestreckten Wirtschaftsgebäude bilden die seitliche Begrenzung der oberen Parkanlage zwischen Schloss und Belvedere. Die Bauten sind eingeschossig und tragen ziegelgedeckte Walmdächer.
Das auf der westlichen Seite stehende Gebäude ist die Vinothek (51° 6′ 53,3″ N, 13° 37′ 3,8″ O). Sie schließt das Anwesen zur Mittleren Bergstraße hin ab. Die Eingangstür liegt zum Innenbereich, auf dessen wassergebundener Wegedecke bei Veranstaltungen Tische und Stühle aufgestellt werden können.
Das auf der östlichen Seite stehende Gebäude ist das Gasthaus (51° 6′ 52″ N, 13° 37′ 8,5″ O). Es schließt den Park zum Grundstück mit der schräg dazu errichteten modernen Sektmanufaktur hin ab. Eine Eingangstür liegt zum Schlossinnenbereich, der eigentliche Eingang erfolgt jedoch von der Seite der Manufaktur her, wo außen auch Gästetische aufgestellt sind.

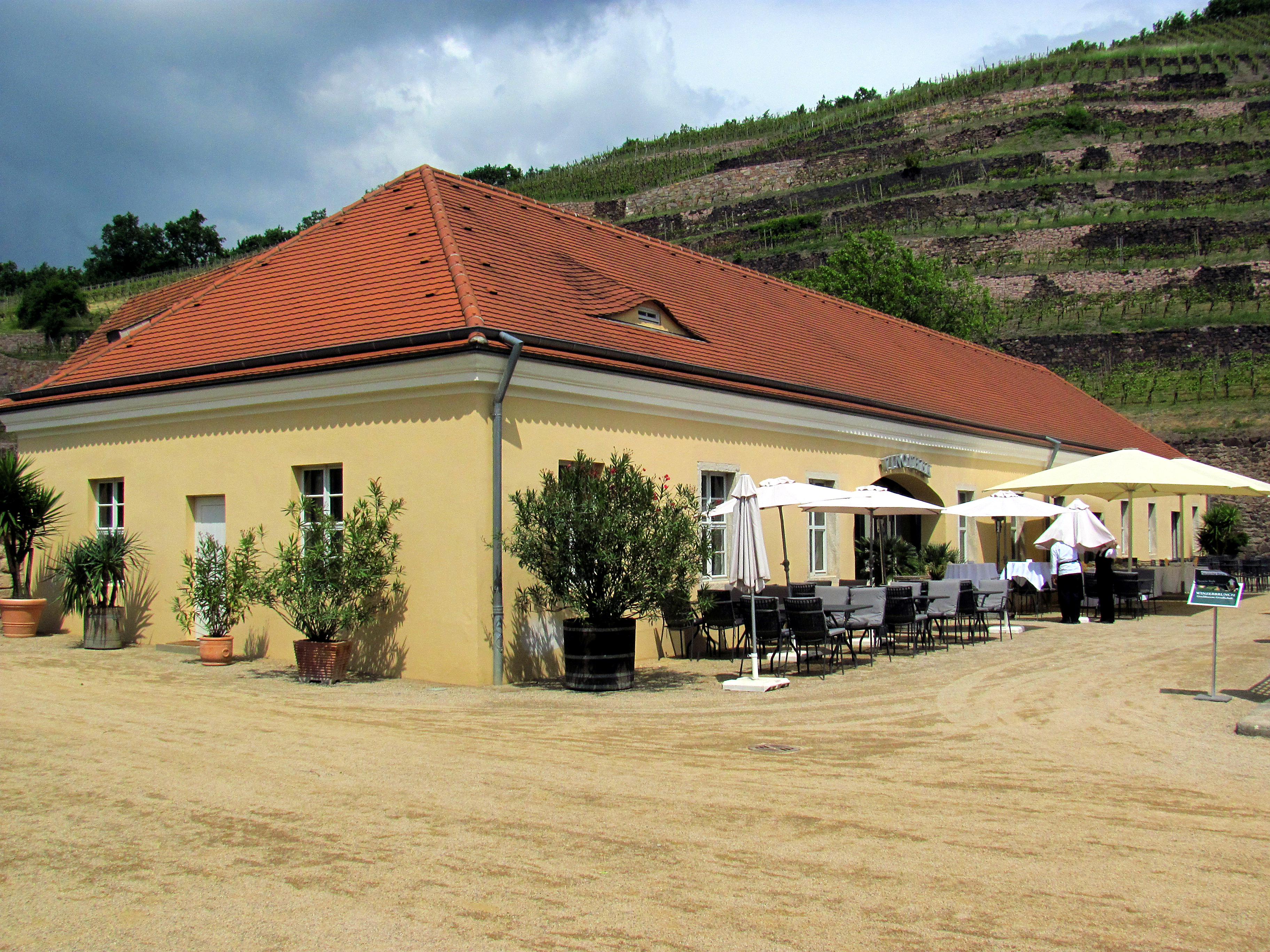
Westliches Wirtschaftsgebäude mit Vinothek
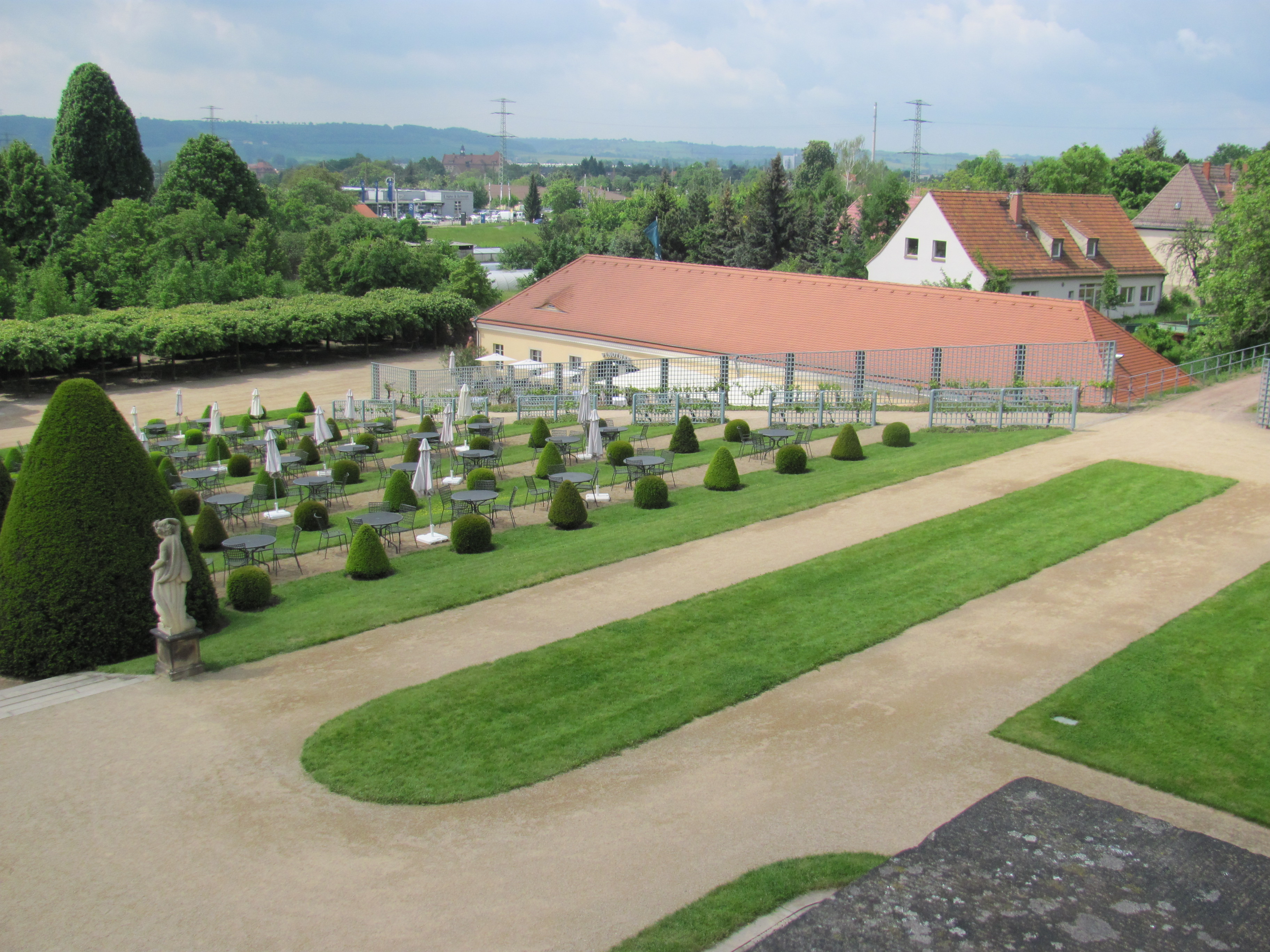
Die Wirtschaftsgebäude begrenzen seitlich die bergseitige Gartenfläche. Ganz rechts hinter der Vinothek steht außerhalb der Einfriedung das Traiteurhaus
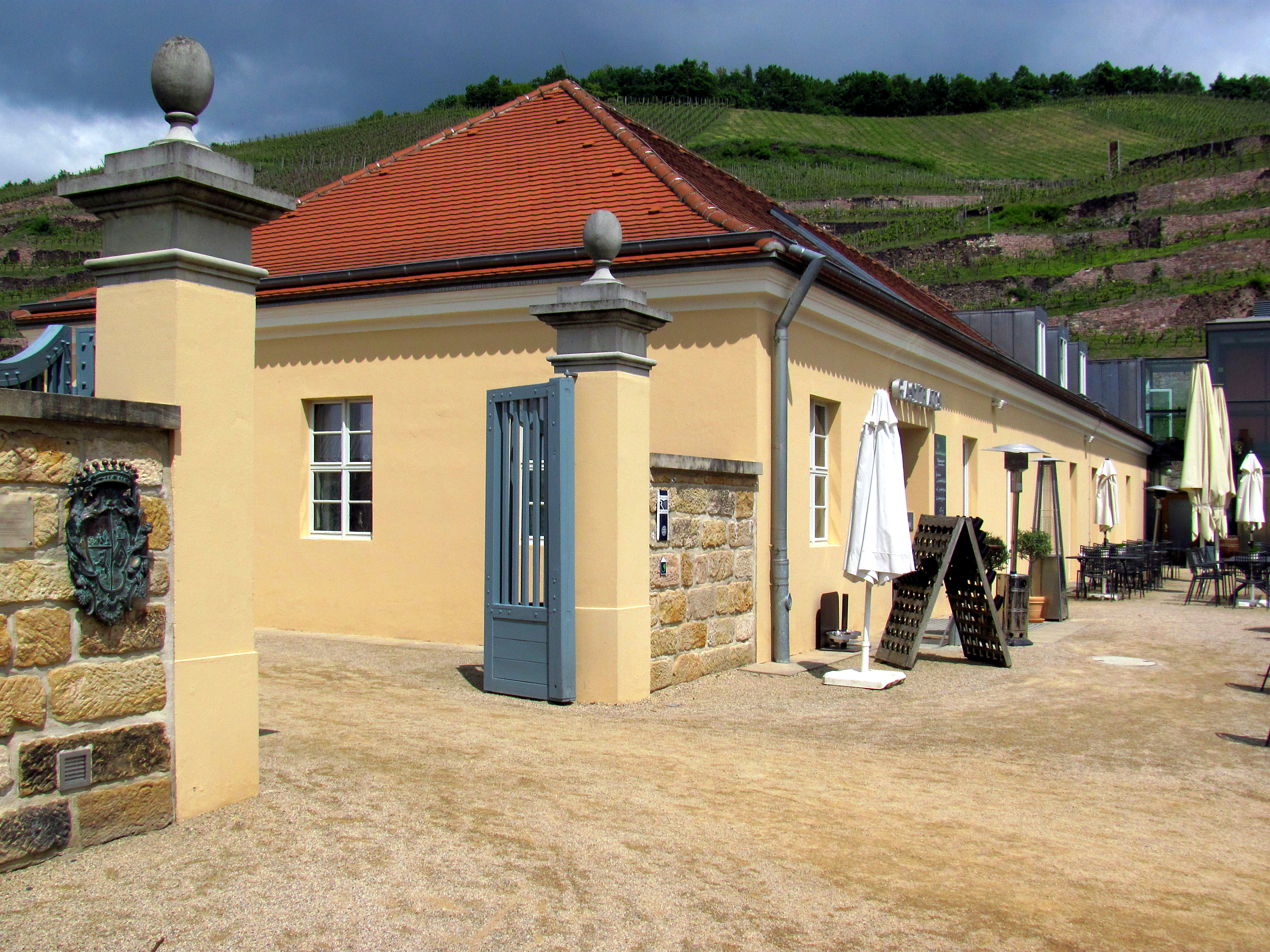
Östliches Wirtschaftsgebäude mit Restaurant, Tor mit Wappen
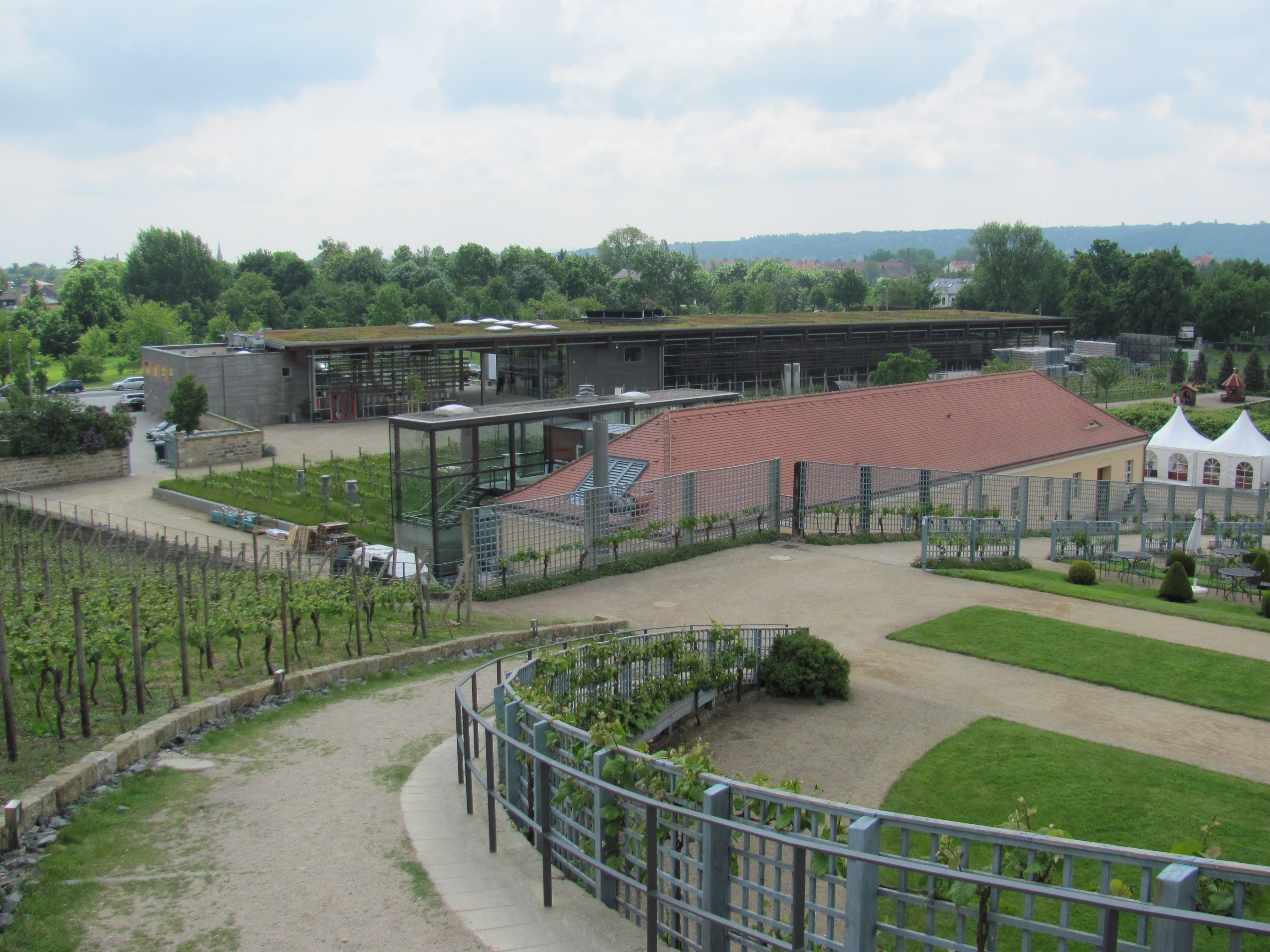
Das Gasthaus von der Rampe aus, dahinter der Glasabgang zum Gewölbekeller und dann die moderne Produktion

#### Reste von Gartenplastik
Am oberen Ende der Mitteltreppe vom Schlossgebäude zum Belvedere stehen beidseitig zwei Sandsteinskulpturen aus der Zeit um 1730, beide jeweils auf einem Postament (51° 6′ 53,4″ N, 13° 37′ 6,8″ O). Die Figur links ist ein Bacchus mit Hund, rechts steht eine Venus mit einem Amor.

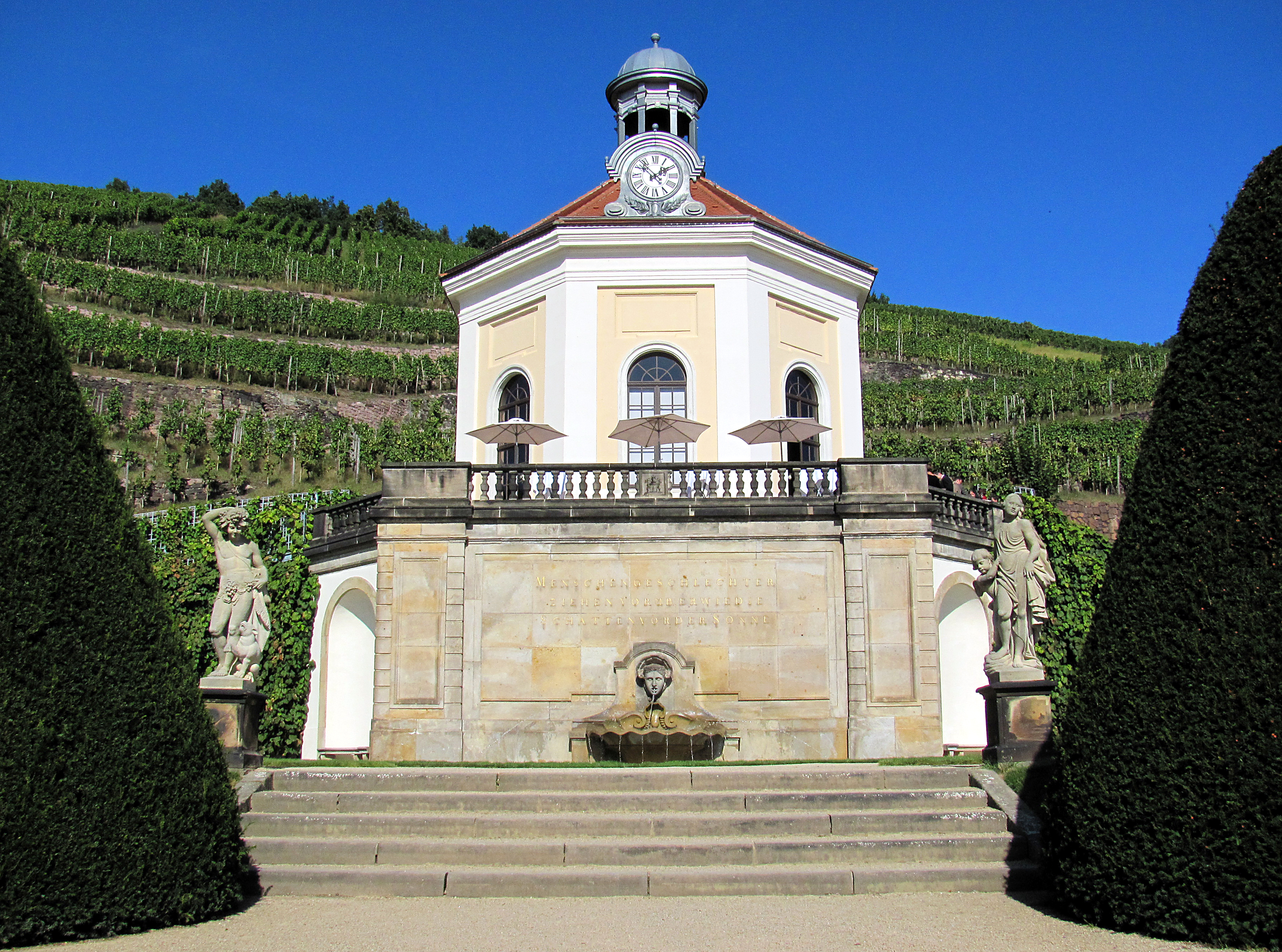
Belvedere, vor dem Unterbau der Brunnen mit Wasserbecken, davor Skulpturen
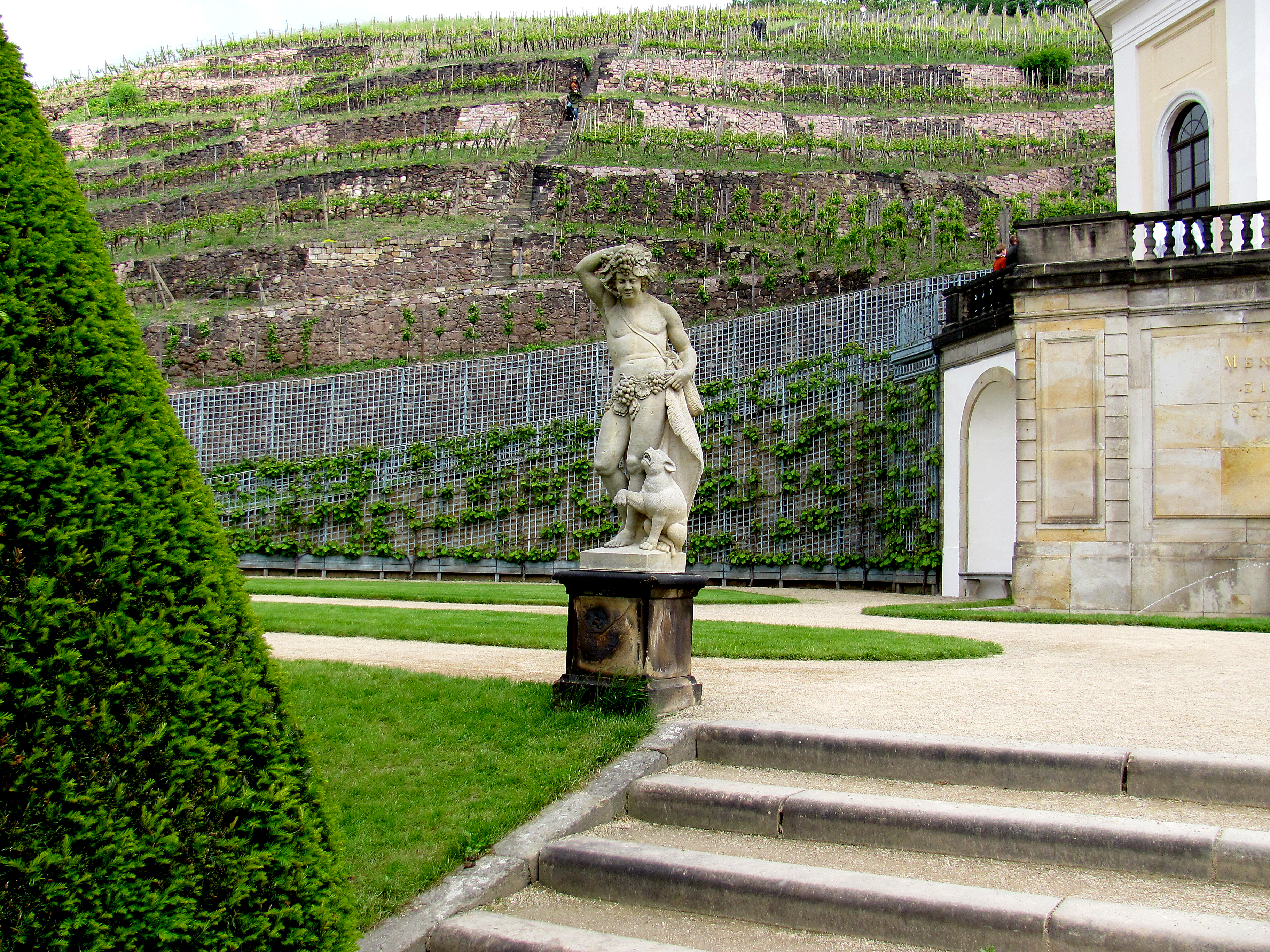
Links: Bacchus mit Hund
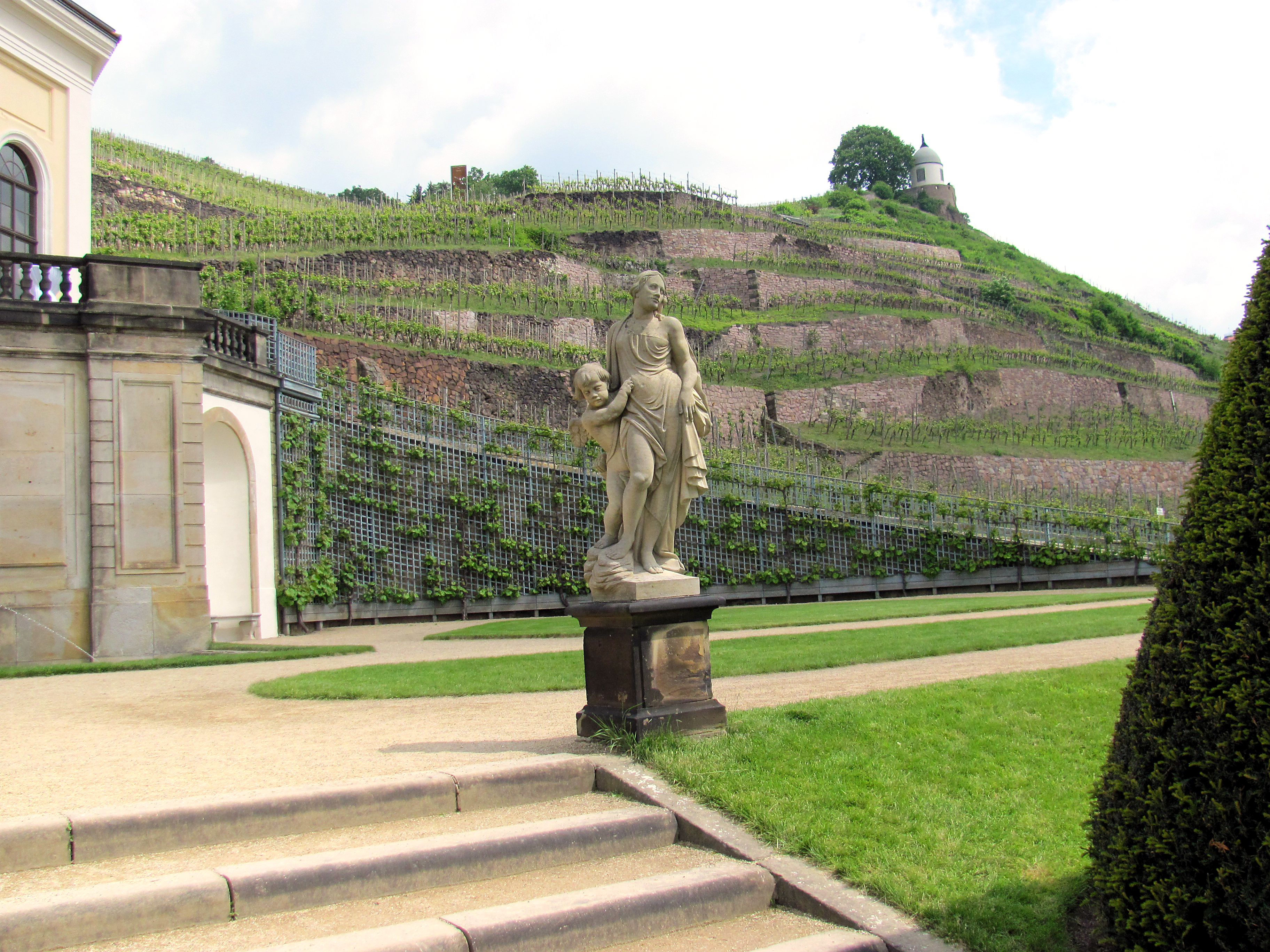
Rechts: Venus mit Amor, im Hintergrund der Jacobstein

#### Belvedere

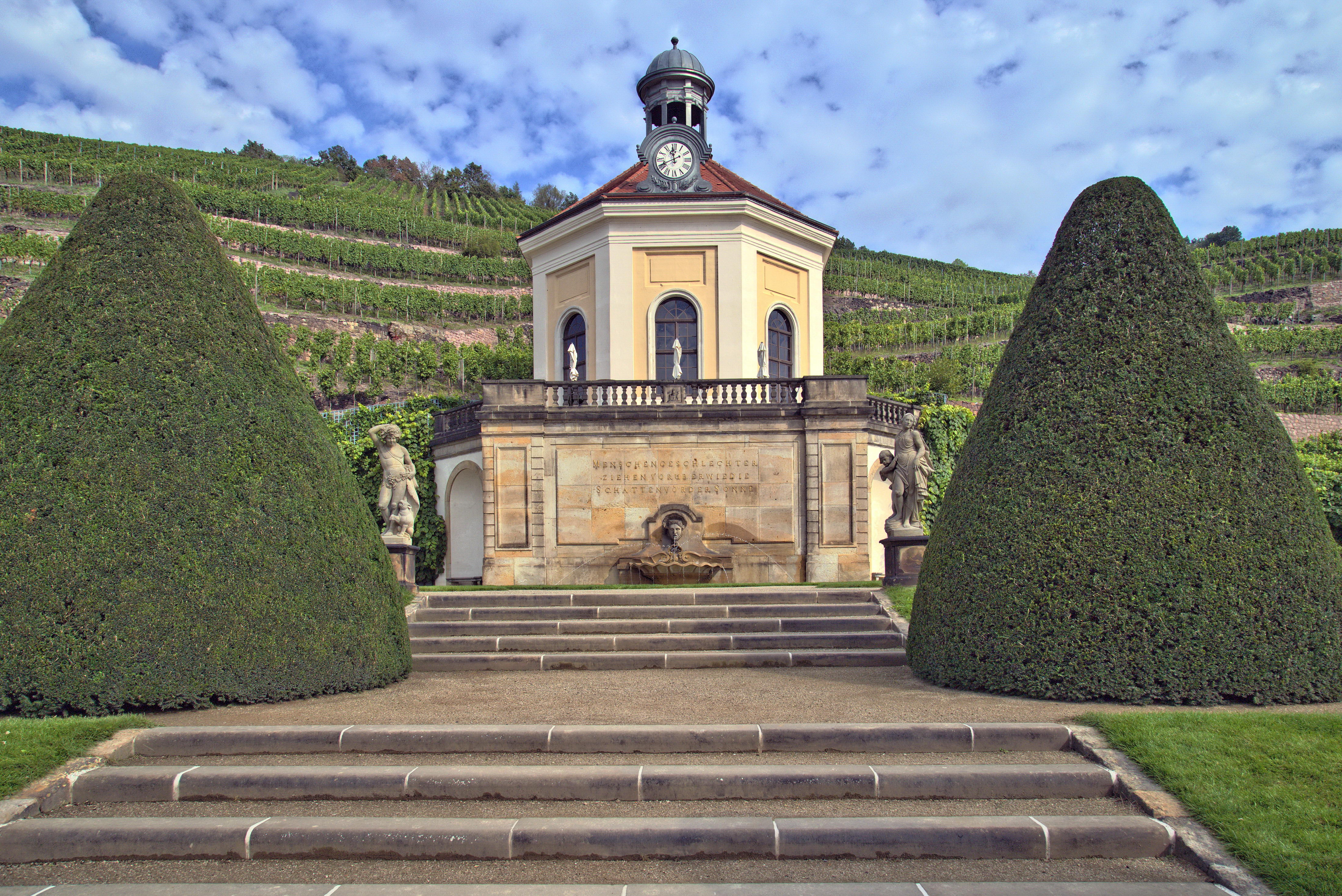
Park von Schloss Wackerbarth mit Belvedere vor dem Hintergrund der Weinberge, im Hintergrund der Jacobstein

Das heutige Belvedere (51° 6′ 54,2″ N, 13° 37′ 7,2″ O) ist ein Wiederaufbau von 1884/85 des dort abgebrannten Kapellengebäudes auf dessen noch verwendbaren Mauerresten. Das Gebäude steht auf einem hohen Terrassenunterbau (Substruktion) am bergseitigen Ende des Barockparks.
Knöffels Gartenplan weist eine halbovale Platzbildung auf, in deren Mitte sich die Substruktion erhebt. Die Seiten werden durch Viertelkreise gebildet, an deren Außenverlauf sich beidseits Rampen vom Platz zur Terrasse auf der Substruktion erheben, die auch den bergseitigen Abschluss des Parks bilden. Das Innere der Viertelkreise bilden Rasenflächen. Die mit Eckquaderung versehene sandsteinerne Stirnseite der Substruktion ist etwa so breit wie der Treppenweg vom Schloss herauf. An der Seite sind abgewinkelt verputzte Rundbogennischen eingebracht.
Bis zur halben Höhe befindet sich vor der Stirnseite ein Wandbrunnen mit einem Speikopf, dessen Wasserstrahl in eine Muschelschale fällt. Die Muschel entleert sich in ein Wasserbecken, aus dem sich beidseits Wasserstrahlen erheben, die ebenfalls in die Muschelschale strahlen. Über dem Wandbrunnen findet sich ein Spruch, der als Zitat des Historikers und Schriftstellers August Josef Ludwig von Wackerbarth auch auf seinem Steinstichporträt aus dem frühen 19. Jahrhundert in seiner Handschrift zu lesen ist:

„MENSCHENGESCHLECHTER
ZIEHEN VORÜBER WIE DIE
SCHATTEN VOR DER SONNE“

In der Balustrade der obengelegenen Terrasse findet sich das Wappen der Gregorys, denen insbesondere der Landsitz Haus Sorgenfrei in der Oberlößnitz gehörte.
Das Belvedere selbst ist ein Achteckbau mit Zeltdach sowie Laterne mit runder Kuppel. Mittig zum Tal hin sitzt in einer hervorstehenden Lukarne eine Uhr, die 1957 verlorenging und in den 2000er Jahren ersetzt wurde. Der Dachaufsatz stammt vom Dresdner Zeughaus, wo er 1779 aufgesetzt worden war. Das bergseite Achtel des Pavillonbaus wird durch einen Vorbau von gleicher Gesimshöhe herausgezogen. Den Putzbau gliedern Lisenen, in den Wänden befindet sich jeweils ein Rundbogentürfenster. Der Innenraum zeigt eine dekorative Ausmalung aus der Wiederaufbauzeit 1885.

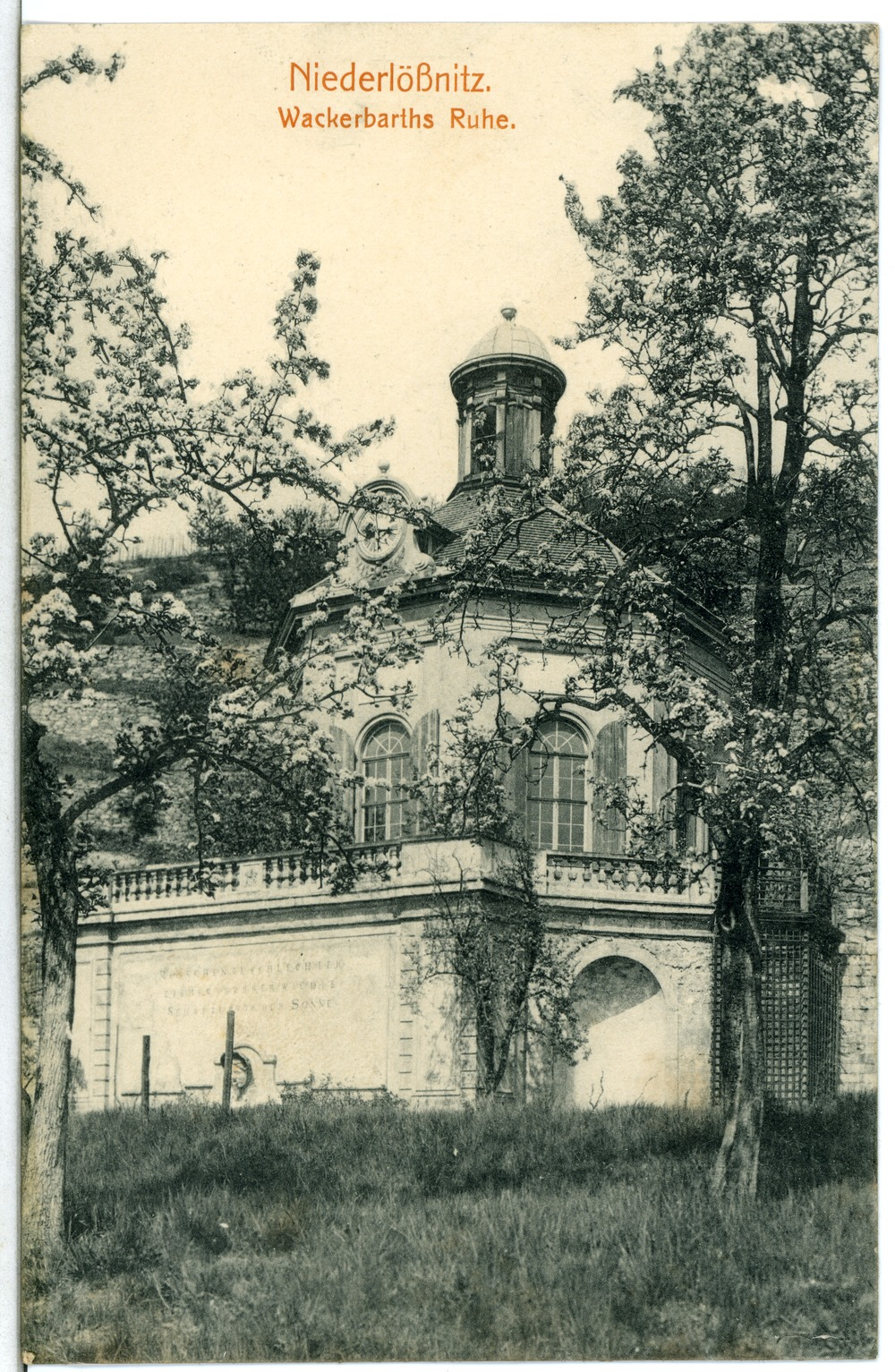
Belvedere zu Kaisers Zeiten (1912)
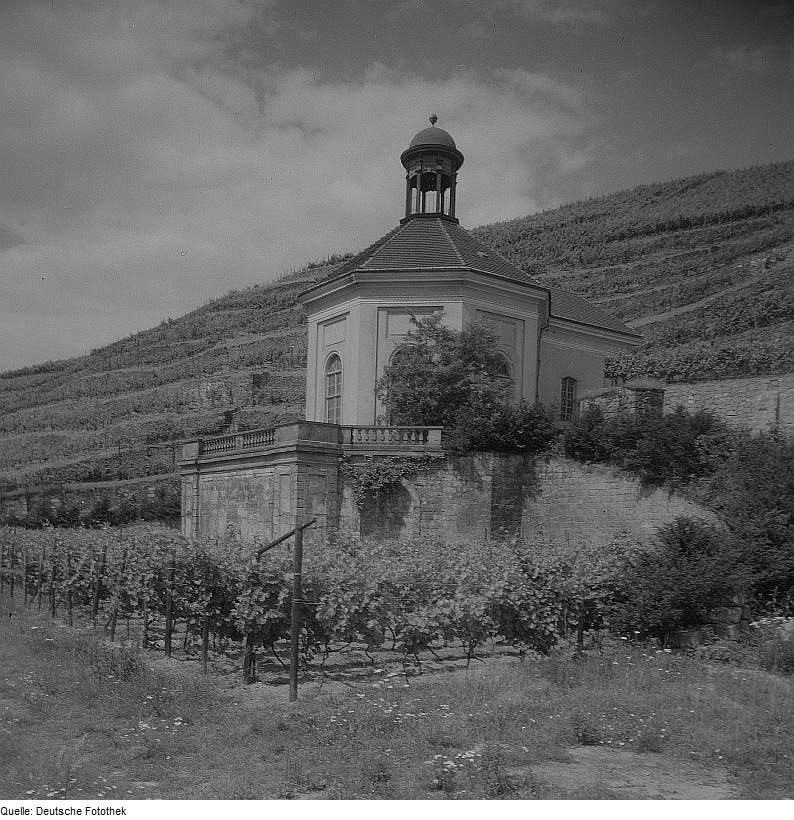
Belvedere zu DDR-Zeiten (R. Peter, vor 1977)
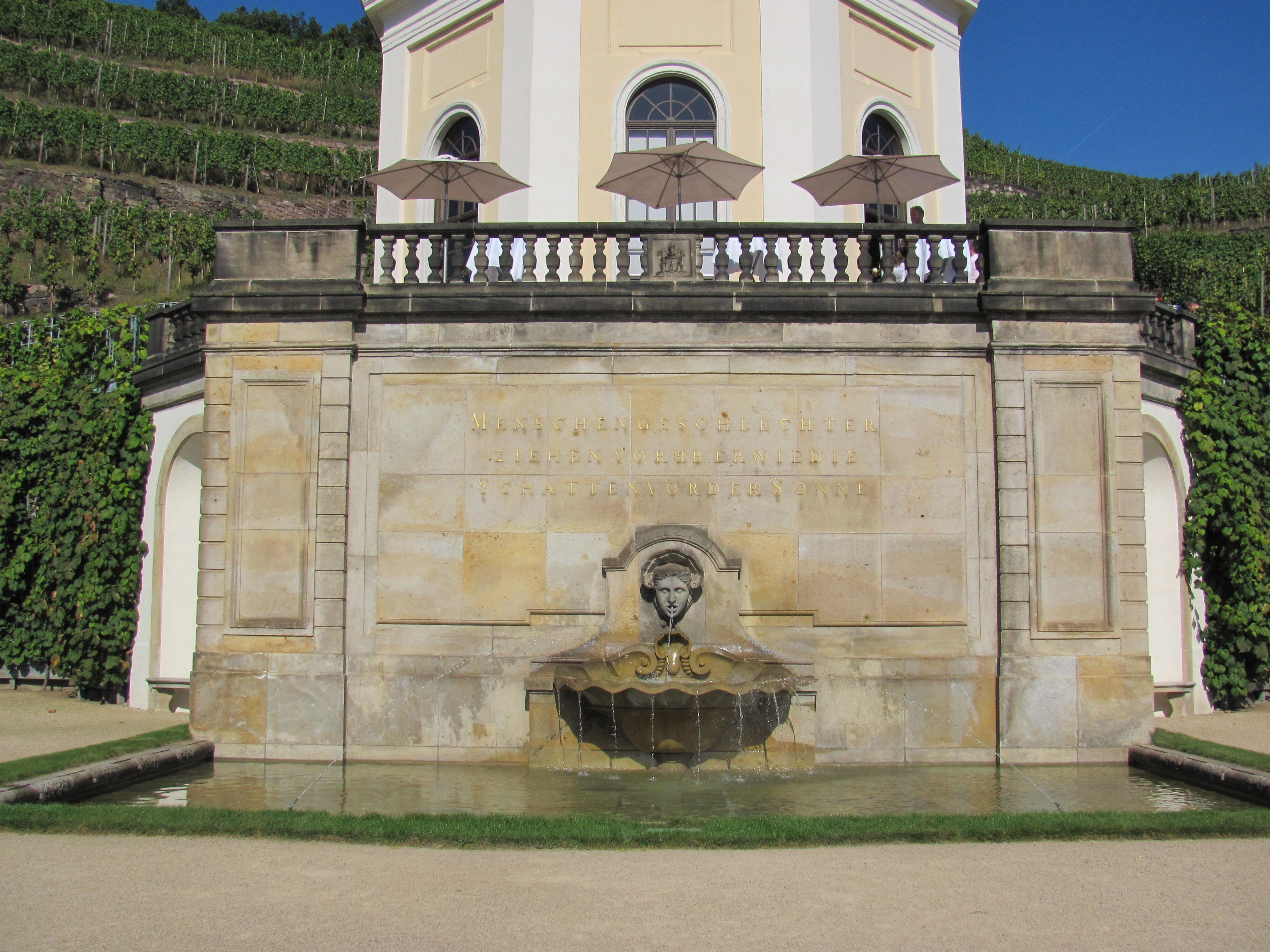
Muschelbrunnen
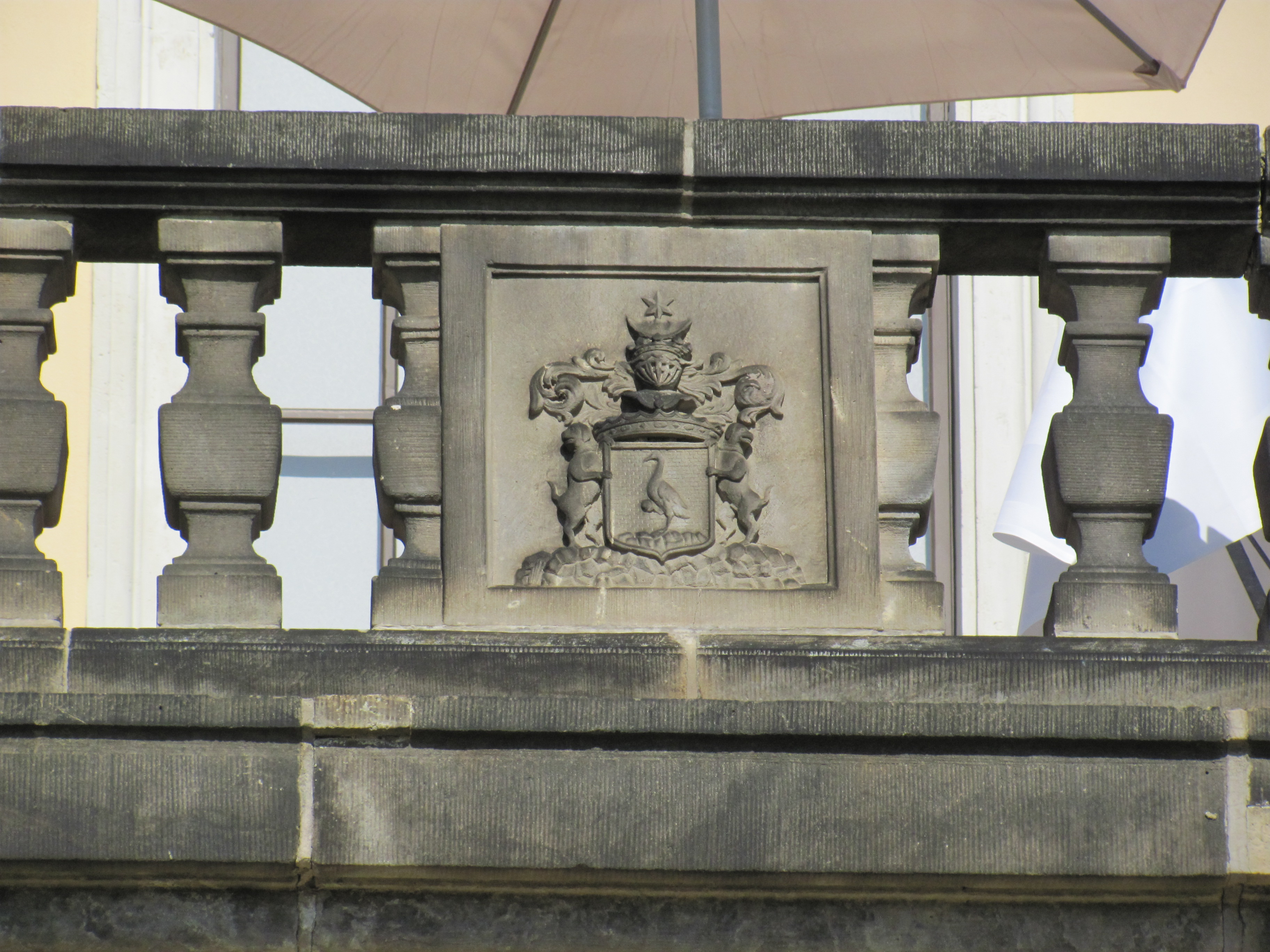
Wappen derer von Gregory
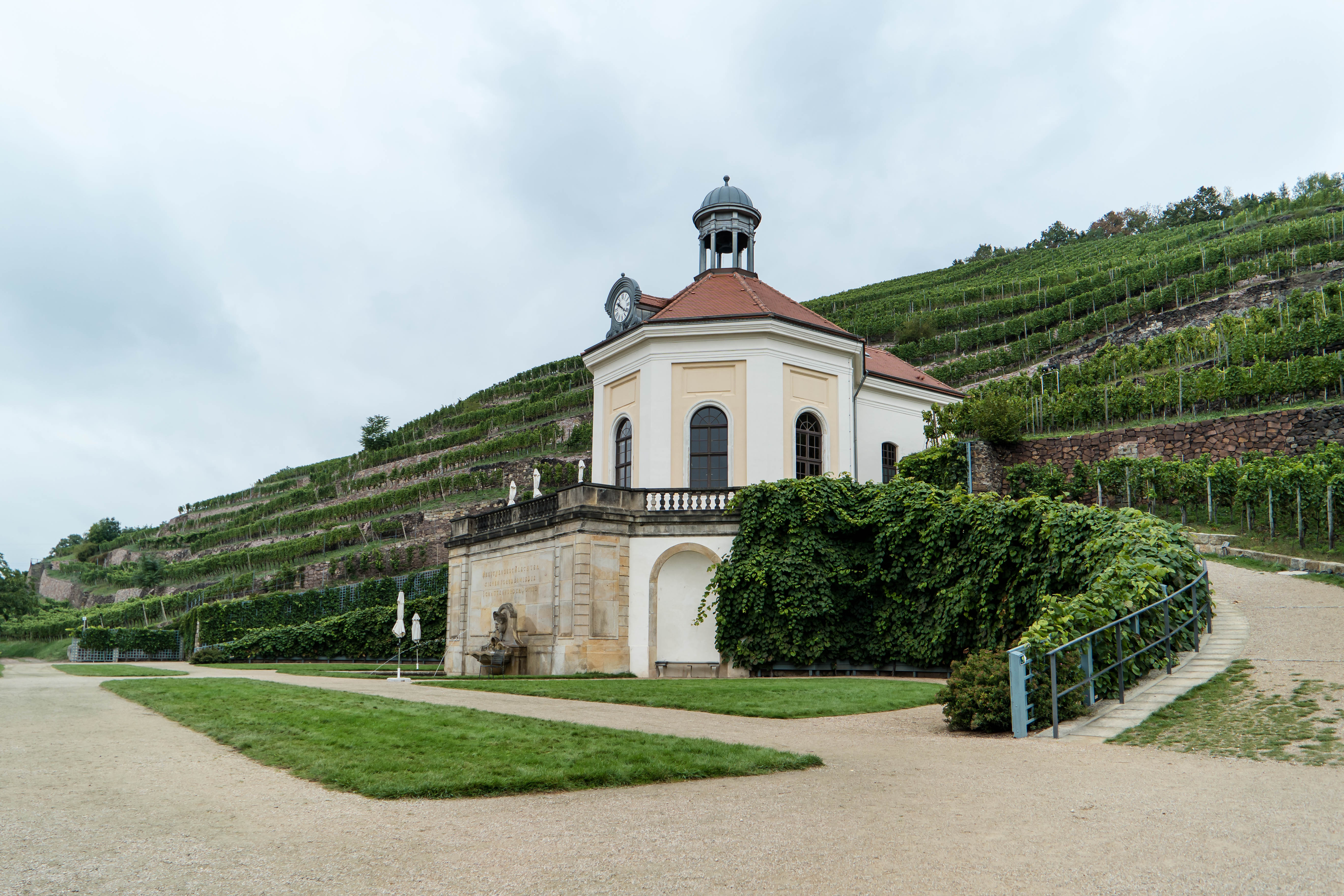
Seitliche Rampe zum Belvedere

#### Jacobstein
Der seit 1799 zum Wackerbarth-Anwesen gehörende Weinbergspavillon (51° 6′ 55,9″ N, 13° 37′ 17,5″ O) thront oben auf der Hangkante inmitten der Weinbergslandschaft. Er wurde 1742 vom Eigentümer des östlichen Nachbaranwesens Fliegenwedel errichtet, das zeitweise ebenfalls zum Wackerbarth-Anwesen gehörte und dessen hauseigener Weinberg Fliegenwedel Teil des geschützten Werks der Landschafts- und Gartengestaltung ist.

#### Einfriedung mit Erinnerungstafel

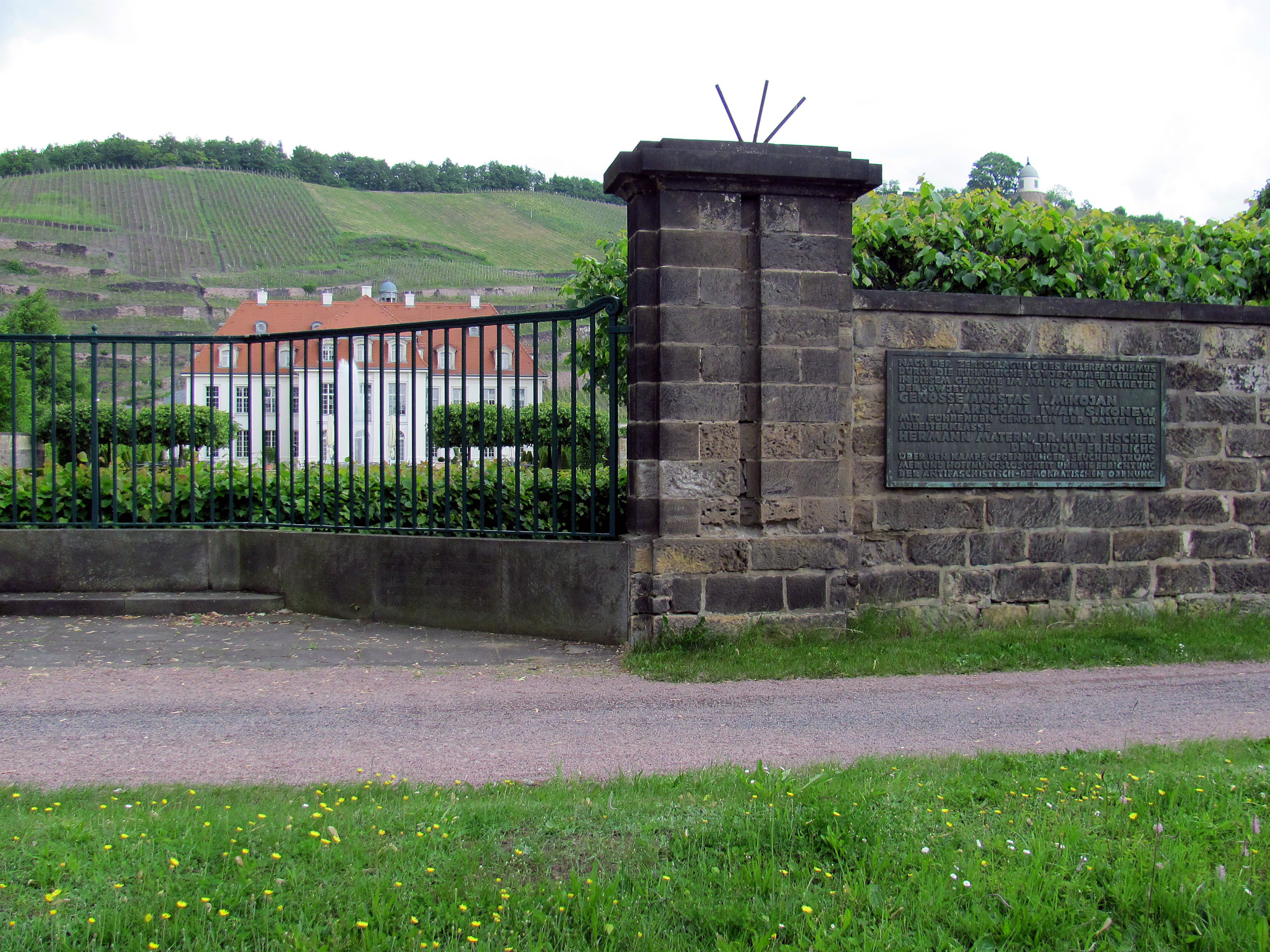
Einfriedung mit Erinnerungstafel und Blick auf das Schloss

Auf der Südseite des Grundstücks, an der Meißner Straße, erlaubt eine Öffnung in der Einfriedung einen Blick auf das Herrenhaus. Eine Einwölbung der Einfriedung mit einem Gitterzaun bildet eine ehemalige Gedenkstätte der DDR, die als Denkmal der politischen Geschichte mit der daneben angebrachten Erinnerungstafel an das Treffen sowjetischer Militärs mit deutschen Politikern vom 8. Mai 1945 erinnert. Die Gedenktafel (51° 6′ 48″ N, 13° 37′ 3″ O) steht auch heute als Teil des Denkmalensembles unter Denkmalschutz.
Auf deutscher Seite wird an Hermann Matern, Kurt Fischer und Rudolf Friedrichs erinnert, auf sowjetischer Seite an Anastas I. Mikojan und Iwan S. Konew.

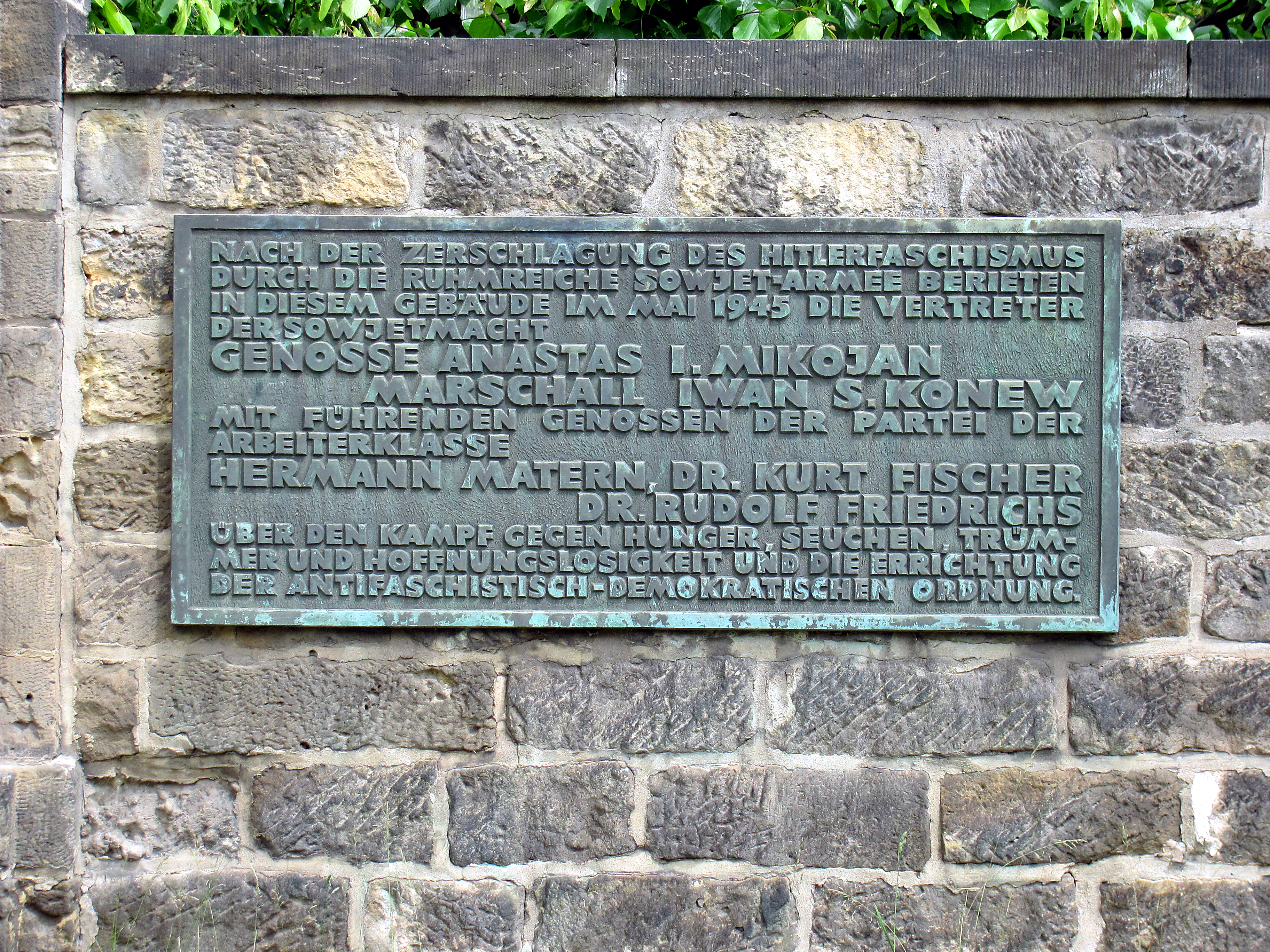
Erinnerungstafel
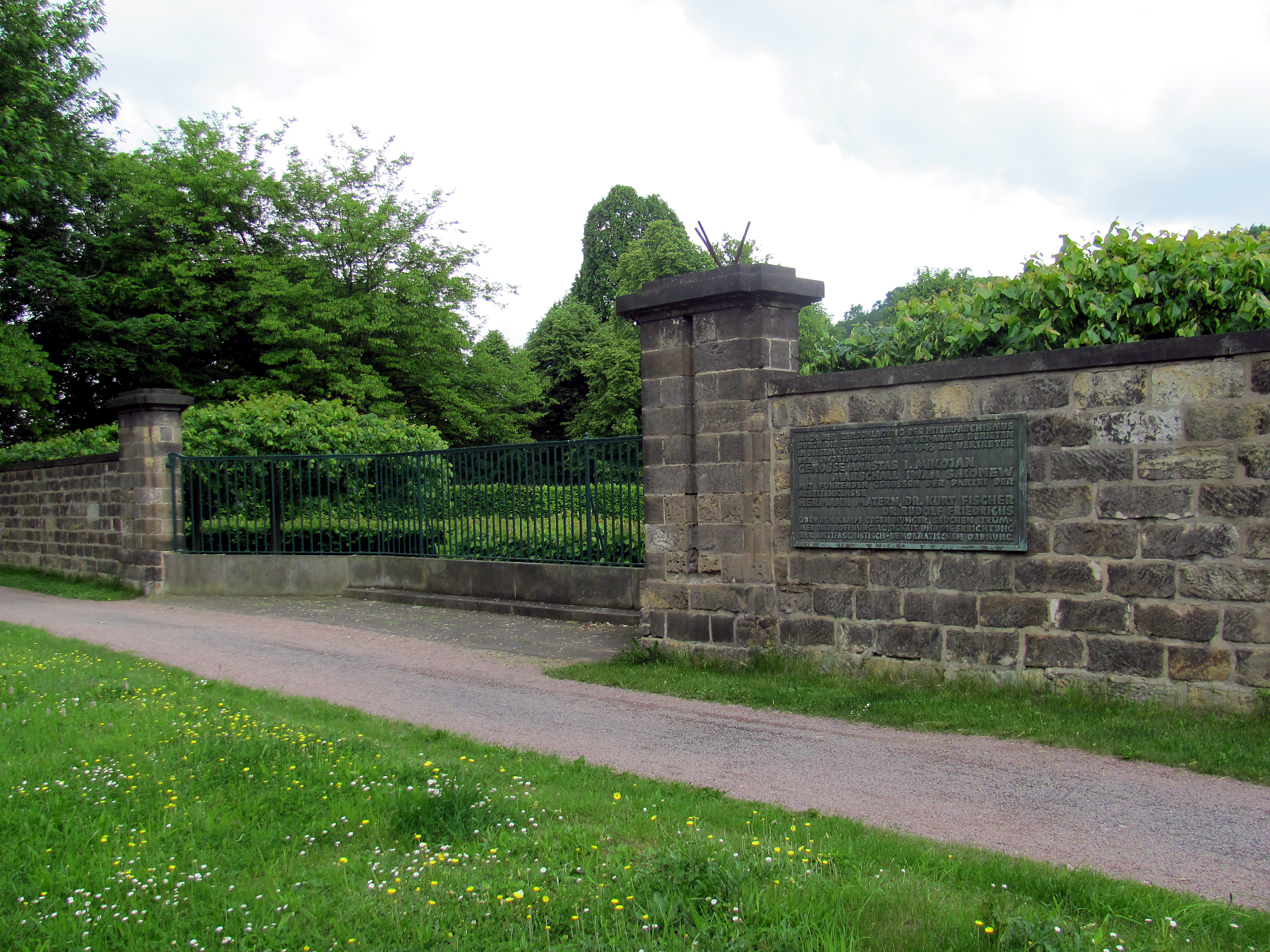
Einfriedung mit Erinnerungstafel: Einfriedungsöffnung als DDR-Gedenkstätte
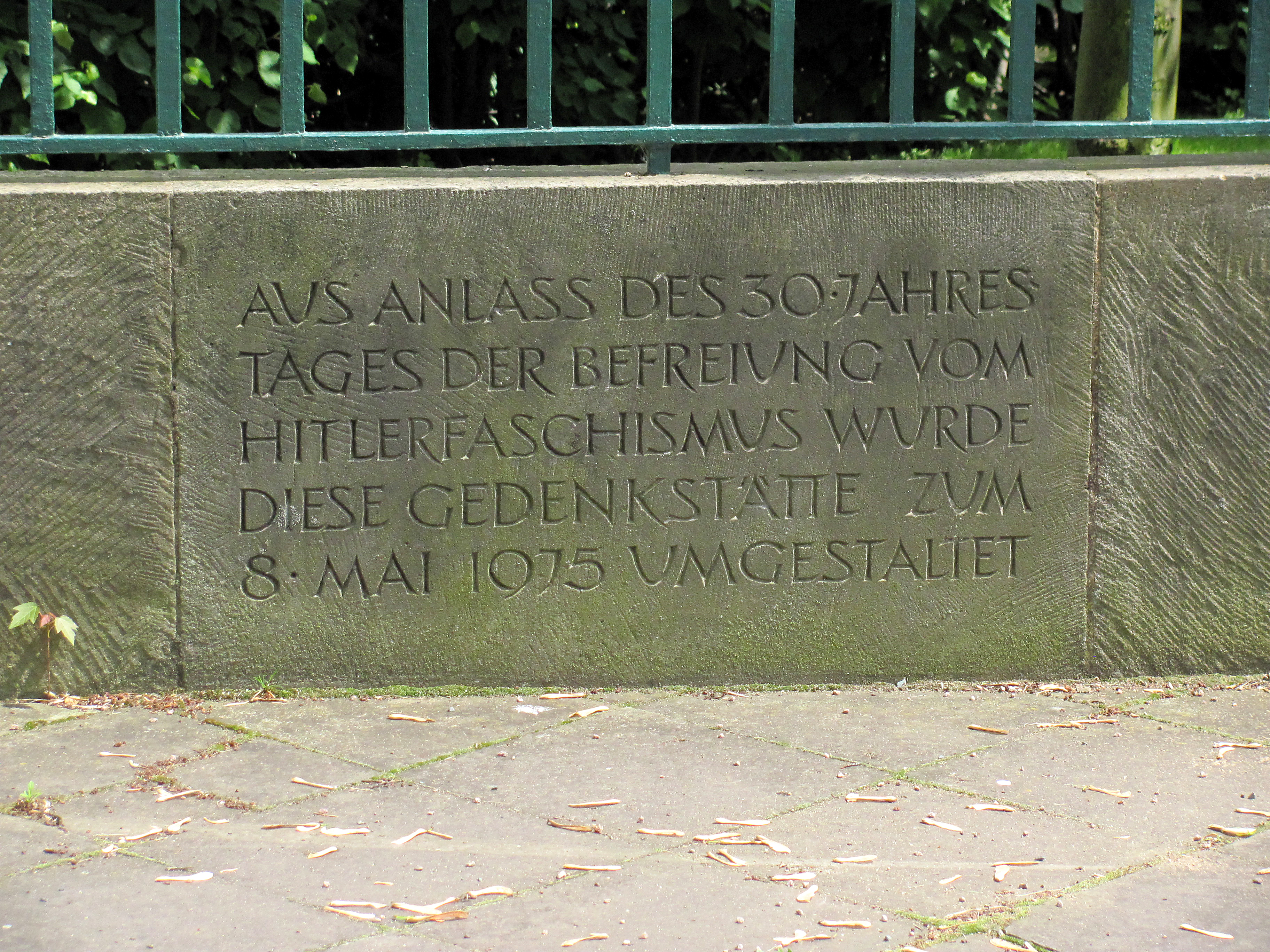
Widmungsstein im Sockel zum Umbau der Gedenkstätte 1975

#### Einfriedung mit östlicher Toranlage, daneben das Wappen Wackerbarth-Salmour

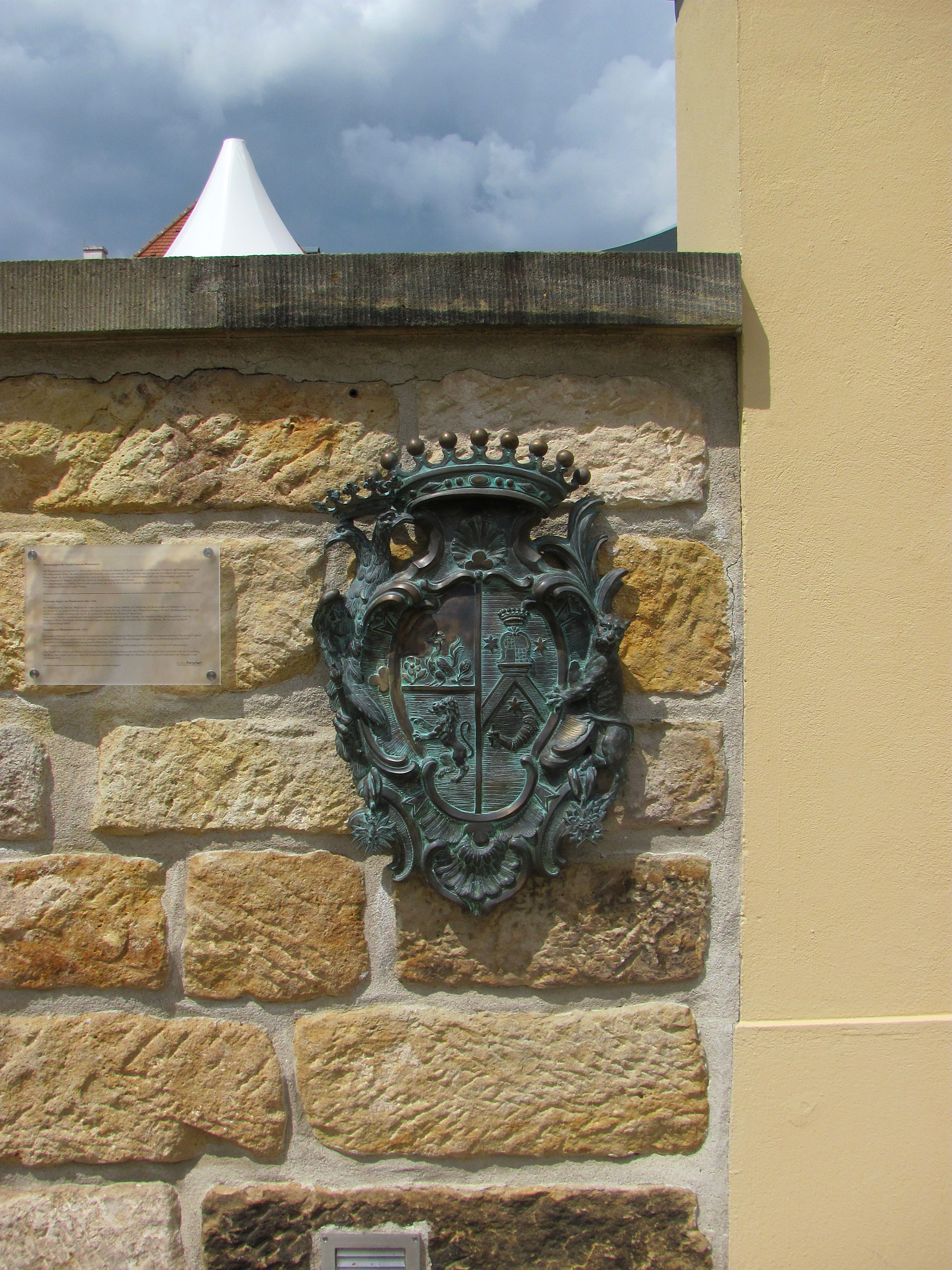
Wappen Wackerbarth-Salmour am östlichen Tor, daneben Erläuterung

Außen links an der östlichen Toranlage beim Gasthaus ist ein Wappen angebracht, das die Vereinigung der Familien Wackerbarth und Salmour darstellt. Es handelt sich um das Wappen des Grafen Joseph Anton Gabaleon von Wackerbarth-Salmour (1685–1761), Sohn der Katharina von Wackerbarth-Salmour geb. Balbiano di Colcavagno (1670–1719) aus ihrer ersten Ehe mit Michele Conte Gabaleone di Salmour. Katharina, in zweiter Ehe verwitwete Markgräfin von Brandenburg, hatte im Jahr 1707 in dritter Ehe den Grafen August Christoph von Wackerbarth (1662–1734) geheiratet, der den Stiefsohn adoptierte und ihm das Schloss Wackerbarth (sowie das Barockschloss Zabeltitz und das Kurländer Palais in Dresden) vererbte. Die linke Wappenhälfte, also im Bild rechts, zeigt das Wappen des Reichsgrafen Wackerbarth, die rechte Seite das Wappen der Grafen Gabaleone von Salmour. Es handelt sich um einen Abguss des Stifterwappens vom Reliquienaltar der St.-Valentin-Kapelle in der Kirche San Filippo Neri in Chieri, den Joseph Anton Gabaleon von Wackerbarth-Salmour in seiner Heimatstadt für eine Reliquie gestiftet hatte, die er auf seiner Italienreise mit Kurprinz Friedrich Christian vom Papst geschenkt bekam. Der Abguss ist ein Geschenk des Marchese Balbiano di Colcavagno an den Baron von Wackerbarth, der ihn vor einigen Jahren dem Schloss Wackerbarth übergab.

### Auszeichnungen
Das sanierte Schloss Wackerbarth einschließlich des Neubaus der Produktionshalle, der bewusst ohne Bezug zu den Symmetrieachsen der Barockanlage positioniert wurde, erhielt im Jahr 2004 den Radebeuler Bauherrenpreis in der Kategorie Gewerbliche / Öffentliche Bauwerke.
Der 2007 von der Sächsischen Akademie der Künste und der Sächsischen Landesstiftung Natur und Umwelt erstmals verliehene Gottfried-Semper-Architekturpreis für nachhaltiges Bauen wurde dem Architekten Erich Schneider-Wessling am 19. Oktober 2007 im Schloss Wackerbarth überreicht.